# Chinesischer Bürgerkrieg
Der Chinesische Bürgerkrieg war ein militärischer Konflikt von 1927 bis 1949 um die politische Führung im Lande. Er brach nach der kurzen, weltweiten Ära bürgerlicher Revolutionen des beginnenden 20. Jahrhunderts aus, die sich im nachrevolutionären China durch eine häufige Abfolge bürgerlicher Regierungen der Beiyang-Zeit sowie wechselnde Allianzen von Warlords auszeichnete. Der insgesamt 22 Jahre dauernde Bürgerkrieg wurde durch Pausen wie das Stillhalteabkommen 1937–1946 während der japanischen Invasion unterbrochen (siehe Zweiter Japanisch-Chinesischer Krieg) und endete erst in der Ära des Kalten Krieges.
Protagonisten in diesem Konflikt waren der rechte Flügel der Kuomintang unter Chiang Kai-shek, der die seit 1912 bestehende Republik China als Generalissimus, zeitweiliger Präsident und Premierminister anführte, und die dagegen ankämpfende Kommunistische Partei Chinas unter Mao Zedong. Diese Gruppen hatten zuvor in der sogenannten Ersten Einheitsfront (1923 bis 1927) und in der Gegenregierung von Kanton kooperiert, doch zerbrachen diese Allianzen aus mehreren Gründen. Der linke Flügel der Kuomintang unter Wang Jingwei beteiligte sich nicht an der Seite Chiangs.
Während den Kommunisten mit ihrem Sieg nach über zwei Jahrzehnten die Errichtung der Volksrepublik China als neues Staatssystem gelang, musste sich die Kuomintang mit der bisherigen chinesischen Regierung auf die früher als Formosa bekannte Insel Taiwan zurückziehen und etablierte dort die Republik China auf Taiwan, die bis 1971 noch mehrere Jahrzehnte lang den meisten Staaten als legitimer Vertreter Chinas galt. Der Bürgerkrieg hatte nicht nur Bedeutung auf nationaler Ebene. Die Komintern und ausländische Mächte (vor allem Sowjetunion und USA) unterstützten die Kriegsparteien, um ihren jeweiligen Einfluss in China zu sichern.

## Hintergrund

### Entwicklung der KMT und KPCh
Nach dem Zusammenbruch der Qing-Dynastie und der Xinhai-Revolution übernahm Yuan Shikai die Präsidentschaft der neu gegründeten Republik China. Yuan scheiterte mit seinem kurzlebigen Versuch, die Monarchie in China wiederherzustellen und nach seinem Tod im Jahr 1916 geriet China in einen Machtkampf (Kriegsherrenzeit). Die Kuomintang (KMT) unter der Führung von Sun Yat-sen bildete in Guangzhou eine rivalisierende Regierung. Nachdem Suns Bemühungen um Hilfe aus westlichen Ländern ignoriert wurden, wandte er sich an die Sowjetunion. 1923 verpflichteten sich Sun und der sowjetische Vertreter Adolph Joffe in Shanghai im Sun-Joffe-Manifest, einer Erklärung über die Zusammenarbeit zwischen Komintern, KMT und KPCh, zur sowjetischen Unterstützung der chinesischen Einigung. Der Komintern-Agent Michail Borodin traf 1923 ein, um bei der Reorganisation und Konsolidierung sowohl der KPCh als auch der KMT nach dem Vorbild der Kommunistischen Partei der Sowjetunion zu helfen. Die KPCh und die KMT bildeten die Erste Einheitsfront.
Im Jahr 1923 schickte Sun mit Chiang Kai-shek einen seiner Leutnants zu einem mehrmonatigen militärischen und politischen Studienaufenthalt nach Moskau. Chiang wurde daraufhin Leiter der Whampoa-Militärakademie, an der die nächste Generation von Militärführern ausgebildet wurde. Die Sowjets versorgten die Akademie mit Lehrmaterial, Organisation und Ausrüstung, einschließlich Munition. Sie sorgten auch für die Ausbildung in vielen Techniken der Massenmobilisierung. Mit dieser Hilfe baute Sun eine engagierte „Armee der Partei“ auf, mit der er die Kriegsherren militärisch zu besiegen hoffte. Auch KPCh-Mitglieder waren an der Akademie vertreten und viele von ihnen wurden Ausbilder, darunter Zhou Enlai, der zum politischen Ausbilder ernannt wurde.
Kommunistische Mitglieder durften der KMT auf individueller Basis beitreten. Die KPCh selbst war zu dieser Zeit noch klein: 1922 zählte sie 300 Mitglieder, 1925 zumindest 1.500. Die KMT hingegen hatte 1923 bereits 50.000 Mitglieder.
Nach dem Tod von Sun im Jahr 1925 spaltete sich die KMT jedoch in eine linke und eine rechte Bewegung. Die KMT-Mitglieder befürchteten, dass die Sowjets versuchten, die KMT mit Hilfe der KPCh von innen heraus zu unterwandern. Die KPCh begann daraufhin, sich gegen den Nordfeldzug zu wenden und verabschiedete auf einem Parteitag eine Resolution gegen sie.
Im März 1927 hielt die KMT ihren zweiten Parteitag ab, auf dem die Sowjets dazu beitrugen, Resolutionen gegen den Feldzug und zur Beschneidung von Chiangs Macht zu verabschieden. Bald war die KMT klar gespalten.
Während dieser Zeit hatte die Sowjetunion einen großen Einfluss auf die Kommunistische Partei Chinas. Sie schickte Geld und Berater zur Unterstützung. Ohne ihre Unterstützung wäre die kommunistische Partei möglicherweise gescheitert. Es gibt Dokumente, die von anderen kommunistischen Parteien in China zu dieser Zeit zeugen, von denen eine bis zu 10.000 Mitglieder hatte, die aber alle wegen des Mangels einer solchen Unterstützung gescheitert sind.

### Nordfeldzug und Spaltung zwischen KMT und KPCh
Anfang 1927 führte die Rivalität zwischen KMT und KPCh zu einer Spaltung in den Reihen der Revolutionäre. Die KPCh und der linke Flügel der KMT hatten beschlossen, den Sitz der KMT-Regierung von Guangzhou nach Wuhan zu verlegen, wo der kommunistische Einfluss stark war. Chiang und Li Zongren, dessen Armeen den Warlord Sun Chuanfang besiegt hatten, zogen jedoch nach Osten in Richtung Jiangxi. Die Linken lehnten Chiangs Forderung ab, den kommunistischen Einfluss innerhalb der KMT zu beseitigen und Chiang warf ihnen vor, Sun Yat-sens „Drei Prinzipien des Volkes“ zu verraten, indem sie Befehle aus der Sowjetunion entgegennahmen. Mao Zedong zufolge nahm Chiangs Toleranz gegenüber der KPCh im KMT-Lager in dem Maße ab, wie seine Macht zunahm.
Am 7. April hielten Chiang und mehrere andere KMT-Führer eine Sitzung ab, auf der sie vorschlugen, dass die kommunistischen Aktivitäten sozial und wirtschaftlich störend seien und rückgängig gemacht werden müssten, damit die nationalistische Revolution fortgesetzt werden könne. Am 12. April wurden in Shanghai auf Befehl von General Bai Chongxi viele kommunistische Mitglieder der KMT durch hunderte von Verhaftungen und Hinrichtungen beseitigt (Shanghai-Massaker). Dieser Vorfall vertiefte die Kluft zwischen Chiang und Wang Jingwei, dem Führer des linken Flügels der KMT, der die Stadt Wuhan kontrollierte.
Schließlich schloss der linke Flügel der KMT auch Mitglieder der KPCh aus der Regierung in Wuhan aus, die ihrerseits von Chiang Kai-shek gestürzt wurde. Die KMT nahm ihren Feldzug gegen die Kriegsherren wieder auf und nahm im Juni 1928 Peking ein. Bald stand der größte Teil Ostchinas unter der Kontrolle der Zentralregierung in Nanjing, die umgehend international als einzige legitime Regierung Chinas anerkannt wurde. Die KMT-Regierung verkündete in Übereinstimmung mit Sun Yat-sen die Formel für die drei Stufen der Revolution: militärische Einigung, politische Vormundschaft und konstitutionelle Demokratie.

## Kommunistische Aufstände und nationalistische Umzingelungsfeldzüge (1927–1937)
Am 1. August 1927 begann die Kommunistische Partei in Nanchang einen Aufstand gegen die nationalistische Regierung in Wuhan. Dieser Konflikt führte zur Gründung der „Chinesischen Roten Armee“. Am 4. August verließen die Hauptkräfte der Roten Armee Nanchang und zogen nach Süden, um Guangdong anzugreifen. Die nationalistischen Kräfte besetzten Nanchang rasch wieder, während die in Nanchang verbliebenen Mitglieder der KPCh untertauchten. Auf einer Sitzung der KPCh am 7. August wurde das Ziel der Partei bestätigt, die politische Macht mit Gewalt an sich zu reißen, doch wurde die KPCh am nächsten Tag, dem 8. August, von der nationalistischen Regierung in Wuhan unter der Führung von Wang Jingwei rasch unterdrückt. Am 14. August kündigte Chiang Kai-shek seinen vorübergehenden Rücktritt an, da sich die Wuhan-Fraktion und die Nanjing-Fraktion der Kuomintang erneut verbündet hatten, um die Kommunistische Partei nach der früheren Spaltung zu unterdrücken.
Später versuchte die KPCh, die Städte Changsha, Shantou und Guangzhou einzunehmen. Die Rote Armee, die sich aus meuternden ehemaligen Soldaten der Nationalrevolutionären Armee (NRA) und bewaffneten Bauern zusammensetzte, übernahm die Kontrolle über mehrere Gebiete in Südchina. Die KMT-Truppen versuchten weiterhin, die Aufstände zu unterdrücken. Dann, im September, wurde Wang Jingwei aus Wuhan vertrieben. Im September kam es auch zu einem erfolglosen bewaffneten Bauernaufstand, dem so genannten Herbsternte-Aufstand, der von Mao Zedong angeführt wurde. Borodin kehrte dann im Oktober über die Mongolei in die Sowjetunion zurück. Im November reiste Chiang Kai-shek nach Shanghai und lud Wang ein, sich ihm anzuschließen. Am 11. Dezember begann die KPCh den Aufstand in Guangzhou und gründete dort am nächsten Tag einen Sowjet, verlor die Stadt jedoch am 13. Dezember durch einen Gegenangriff unter dem Befehl von General Zhang Fakui. Am 16. Dezember floh Wang Jingwei nach Frankreich. Nun gab es drei Hauptstädte in China: die international anerkannte Hauptstadt der Republik in Peking, die KPCh und die linke KMT in Wuhan und das rechte KMT-Regime in Nanjing, das für das nächste Jahrzehnt die Hauptstadt der KMT bleiben sollte.
Dies markierte den Beginn eines zehnjährigen bewaffneten Kampfes, der in Festlandchina als „Zehnjähriger Bürgerkrieg“ bekannt ist und mit dem Zwischenfall von Xi’an endete, als Chiang Kai-shek gezwungen war, die Zweite Einheitsfront gegen die Invasionstruppen des Kaiserreichs Japan zu bilden. Im Jahr 1930 brach der „Krieg in den Zentralebenen“ als interner Konflikt der KMT aus. Er wurde von Feng Yuxiang, Yan Xishan und Wang Jingwei ausgelöst. In fünf „Umzingelungskampagnen“ sollten die noch verbliebenen kommunistischen Aktivitäten ausgemerzt werden. Der erste und der zweite Feldzug scheiterten und der dritte wurde aufgrund des Mukden-Zwischenfalls abgebrochen. Der vierte Feldzug (1932–1933) brachte einige frühe Erfolge, aber Chiangs Armeen wurden bei dem Versuch, in das Herz von Maos „Chinesischer Sowjetrepublik“ vorzudringen, schwer aufgerieben. Während dieser Feldzüge drangen die KMT-Kolonnen schnell in die kommunistischen Gebiete ein, wurden aber leicht von der weiten Landschaft verschluckt und konnten ihre Stellung nicht festigen.
Ende 1934 startete Chiang schließlich eine fünfte Kampagne, bei der die sowjetische Region Jiangxi systematisch mit befestigten Blockhäusern eingekreist wurde. Im Gegensatz zu früheren Kampagnen, bei denen sie mit einem einzigen Schlag tief eindrangen, errichteten die KMT-Truppen diesmal geduldig Blockhäuser, die jeweils etwa acht Kilometer voneinander entfernt waren, um die kommunistischen Gebiete zu umzingeln und ihre Nachschub- und Nahrungsquellen abzuschneiden.

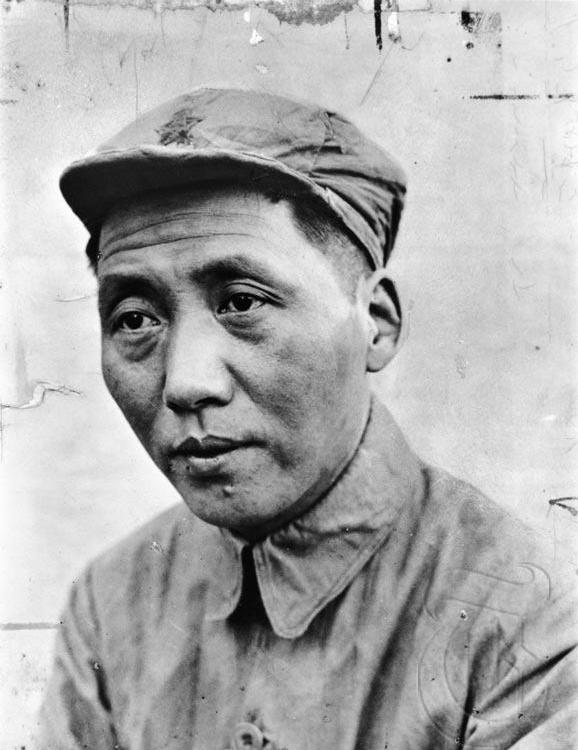
Mao Zedong kurz nach Ende des Langen Marsches.

Im Oktober 1934 nutzte die KPCh Lücken im Ring der Blockhäuser und brach aus der Umzingelung aus. Die Warlord-Armeen zögerten, die kommunistischen Kräfte herauszufordern, da sie befürchteten, ihre eigenen Männer zu verlieren und verfolgten die KPCh nicht mit großem Eifer. Außerdem waren die Hauptkräfte der KMT damit beschäftigt, die Armee von Zhang Guotao zu vernichten, die viel größer war als die von Mao. Der massive militärische Rückzug der kommunistischen Streitkräfte dauerte ein Jahr und erstreckte sich über eine von Mao auf 12.500 km (25.000 Li) geschätzte Strecke; er wurde als Langer Marsch bekannt. Der Lange Marsch war ein militärischer Rückzug, den die Kommunistische Partei Chinas unter der Führung von Mao Zedong unternahm, um der Verfolgung oder dem Angriff der Kuomintang-Armee zu entgehen. Er bestand aus einer Reihe von Märschen, bei denen zahlreiche kommunistische Armeen im Süden nach Norden und Westen flohen. Während des Marsches von Jiangxi aus stand die von einer unerfahrenen Militärkommission geführte Erste Frontarmee kurz vor der Vernichtung durch die Truppen von Chiang Kai Shek, deren Hochburg sich in Jiangxi befand. Die Kommunisten unter dem Kommando von Mao Zedong und Zhou Enlai „entkamen in einem kreisförmigen Rückzug nach Westen und Norden, der Berichten zufolge in 370 Tagen über 9.000 Kilometer zurücklegte“. Die Route führte durch einige der schwierigsten Gegenden Westchinas, zunächst nach Westen und dann nach Norden in Richtung Shaanxi. „Im November 1935, kurz nachdem er sich im nördlichen Shaanxi niedergelassen hatte, übernahm Mao offiziell die Führungsposition von Zhou Enlai in der Roten Armee. Nach einer umfassenden Umstrukturierung der offiziellen Funktionen wurde Mao Vorsitzender der Militärkommission, mit Zhou und Deng Xiaoping als stellvertretenden Vorsitzenden.“ Damit wurde Mao zum herausragenden Führer der Partei, während Zhou an zweiter Stelle stand.
Der Marsch endete, als die KPCh das Landesinnere von Shaanxi erreichte. Die Armee von Zhang Guotao, die eine andere Route durch den Nordwesten Chinas nahm, wurde von den Truppen von Chiang Kai-shek und seinen chinesisch-muslimischen Verbündeten, der Ma-Clique, weitgehend vernichtet. Auf ihrem Weg konfiszierte die kommunistische Armee Eigentum und Waffen von lokalen Kriegsherren und Großgrundbesitzern und rekrutierte gleichzeitig Bauern und Arme, um ihre Anziehungskraft auf die Massen zu verstärken. Von den 90.000 bis 100.000 Menschen, die den Langen Marsch von der „Sowjetrepublik China“ aus begannen, schafften es nur etwa 7.000 bis 8.000 bis nach Shaanxi. Die Reste von Zhangs Streitkräften schlossen sich schließlich Mao in Shaanxi an, aber da seine Armee vernichtet war, konnte Zhang, selbst als Gründungsmitglied der KPCh, Maos Autorität nie in Frage stellen. Im Wesentlichen machte der große Rückzug Mao zum unangefochtenen Führer der Kommunistischen Partei Chinas.
Die Kuomintang setzte Khampa-Truppen – ehemalige Banditen – ein, um die vorrückende Kommunistische Rote Armee zu bekämpfen und lokale Kriegsherren zu untergraben, die sich oft weigerten, gegen die kommunistischen Streitkräfte zu kämpfen, um ihre eigene Stärke zu bewahren. Die KMT rekrutierte 300 Khampa-Banditen für ihr Militär in Sichuan, wo sie Teil der Bemühungen der Zentralregierung waren, lokale Han-Kriegsherren wie Liu Wenhui zu unterwandern und zu destabilisieren. Die Regierung war bestrebt, die volle Kontrolle über die Grenzgebiete gegen die Warlords auszuüben. Liu hatte sich geweigert, gegen die Kommunisten zu kämpfen, um seine Armee zu schonen. Die Truppen der „Tröstungskommission“ wurden im Kampf gegen die Rote Armee eingesetzt, aber sie wurden besiegt, als ihr religiöser Führer von den Kommunisten gefangen genommen wurde.
Im Jahr 1936 kamen sich Zhou Enlai und Zhang Xueliang näher und Zhou schlug ihm sogar vor, der KPCh beizutreten. Dies wurde jedoch von der Komintern in der Sowjetunion abgelehnt. Später überredete Zhou Zhang und Yang Hucheng, einen anderen Kriegsherrn, den Xi’an-Zwischenfall anzuzetteln. Chiang wurde unter Hausarrest gestellt und gezwungen, seine Angriffe auf die Rote Armee einzustellen und sich stattdessen auf die japanische Bedrohung zu konzentrieren.

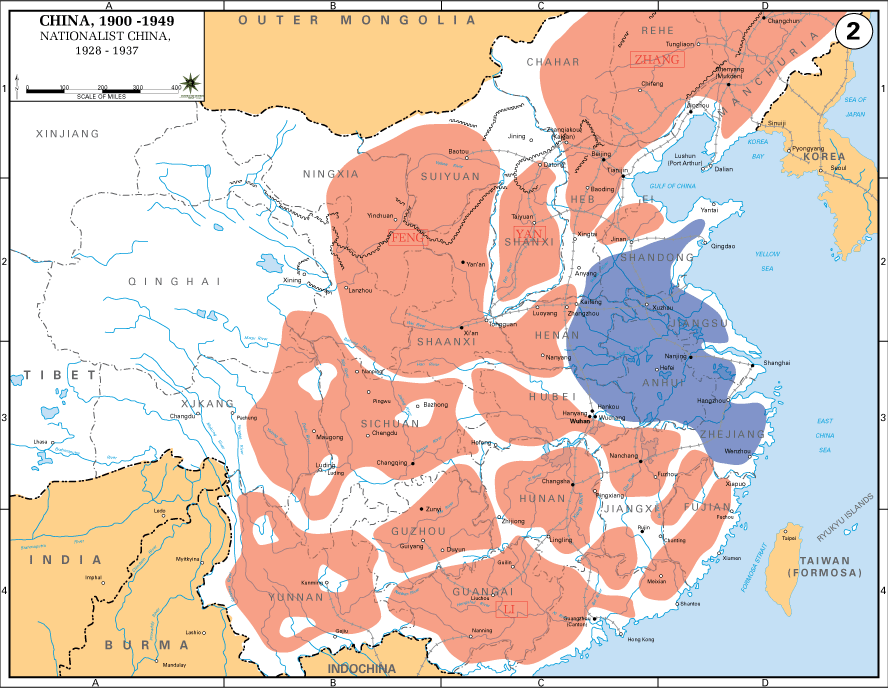
Die Lage in China im Jahr 1929: Nach dem Nordfeldzug hatte die KMT die direkte Kontrolle über Ost- und Zentralchina, während das übrige China und die Mandschurei unter der Kontrolle von Kriegsherren standen, die der nationalistischen Regierung gegenüber loyal waren.
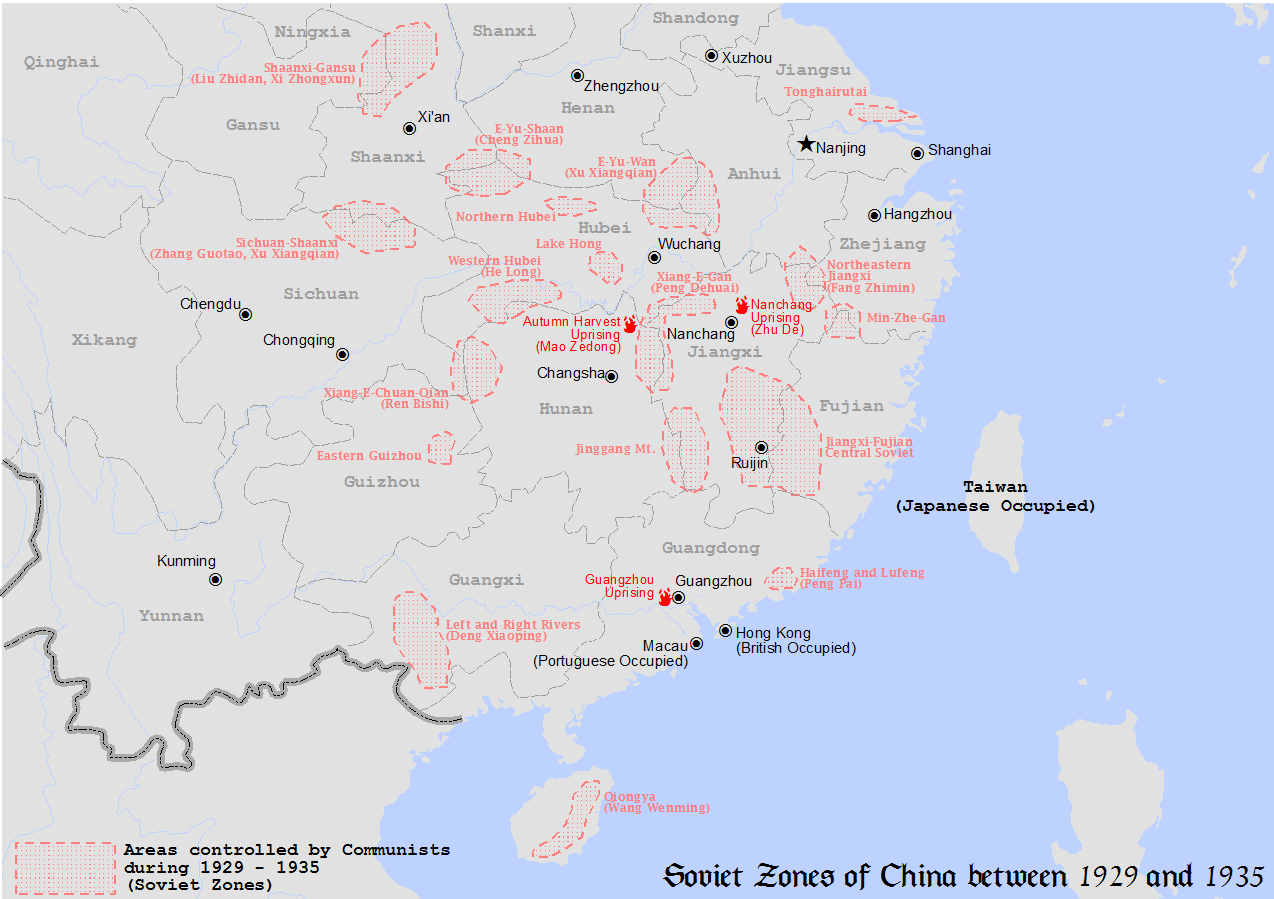
Karte der „kommunistisch kontrollierten Sowjetzonen Chinas“ während und nach den Einkreisungsaktionen.
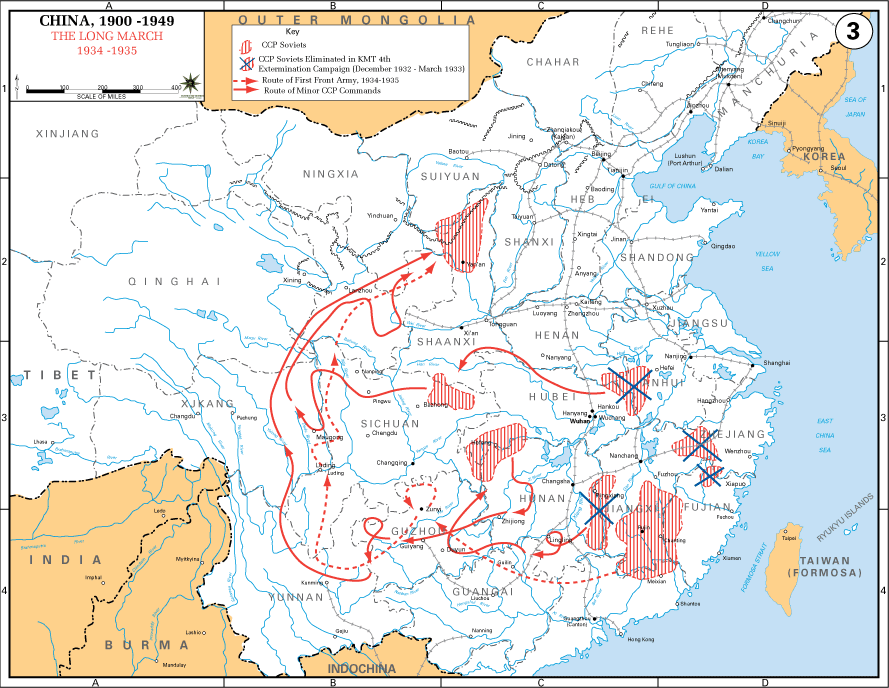
Route(n), die die kommunistischen Streitkräfte während des Langen Marsches genommen haben.
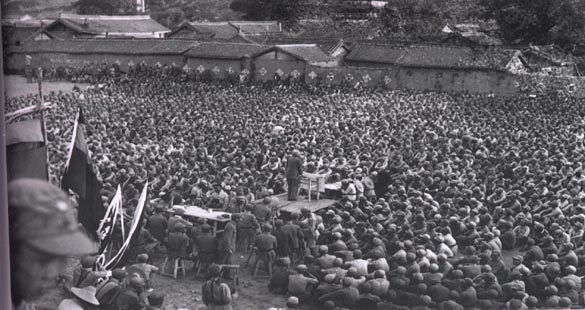
Ein kommunistischer Führer spricht zu den Überlebenden des Langen Marsches.

## Zweiter Japanisch-Chinesischer Krieg
Während der japanischen Invasion und Besetzung der Mandschurei sah Chiang Kai-shek die KPCh als die größere Bedrohung an. Chiang lehnte es ab, sich mit der KPCh zu verbünden und zog es vor, China zu vereinen, indem er zuerst die Kräfte der Warlords und der KPCh ausschaltete. Er glaubte, dass seine Streitkräfte zu schwach seien, um der kaiserlichen japanischen Armee gegenüberzutreten; erst nach der Vereinigung könne die KMT gegen Japan mobilisieren. Er ignorierte die Unzufriedenheit und Wut des chinesischen Volkes über die KMT-Politik des Kompromisses mit den Japanern und befahl stattdessen den KMT-Generälen Zhang Xueliang und Yang Hucheng, die KPCh zu unterdrücken. Ihre Provinztruppen erlitten jedoch in den Kämpfen mit der „Roten Armee“ erhebliche Verluste.
Am 12. Dezember 1936 schmiedeten die verärgerten Zhang und Yang ein Komplott, um Chiang zu entführen und ihn zu einem Waffenstillstand mit der KPCh zu zwingen. Der Vorfall wurde als Zwischenfall von Xi’an bekannt. Beide Parteien stellten ihre Kämpfe ein und bildeten eine Zweite Einheitsfront, um ihre Kräfte zu bündeln und die Japaner zu bekämpfen. 1937 begann Japan seine groß angelegte Invasion Chinas und seine gut ausgerüsteten Truppen überrannten die KMT-Verteidiger im Norden und an der Küste Chinas.
Das Bündnis zwischen KPCh und KMT bestand nur dem Namen nach. Im Gegensatz zu den KMT-Truppen mieden die KPCh-Truppen die konventionelle Kriegsführung und führten stattdessen einen Guerillakrieg gegen die Japaner. Die tatsächliche Zusammenarbeit und Koordinierung zwischen der KPCh und der KMT während des Zweiten Weltkriegs war minimal. Inmitten der Zweiten Einheitsfront wetteiferten die KPCh und die KMT immer noch um territoriale Vorteile im „Freien China“ (d. h. in Gebieten, die nicht von den Japanern besetzt waren oder von japanischen Marionettenregierungen wie Mandschukuo und der Reorganisierten Nationalen Regierung Chinas regiert wurden).
Die Situation spitzte sich Ende 1940 und Anfang 1941 zu, als die Zusammenstöße zwischen kommunistischen und KMT-Kräften zunahmen. Chiang forderte im Dezember 1940 die Neue Vierte Armee der KPCh auf, die Provinzen Anhui und Jiangsu zu evakuieren, da sie die KMT-Kräfte in diesem Gebiet provoziert und schikaniert hatte. Unter starkem Druck fügten sich die Kommandeure der Neuen Vierten Armee. Im darauf folgenden Jahr gerieten sie während der Evakuierung in einen Hinterhalt der KMT-Kräfte, was mehrere tausend Tote zur Folge hatte. Dies bedeutete auch das Ende der Zweiten Einheitsfront, die zuvor zum Kampf gegen die Japaner gebildet worden war.
Als sich die Auseinandersetzungen zwischen der KPCh und der KMT verschärften, versuchten Länder wie die Vereinigten Staaten und die Sowjetunion, einen katastrophalen Bürgerkrieg zu verhindern. Nach dem „Zwischenfall mit der Neuen Vierten Armee“ schickte US-Präsident Franklin D. Roosevelt den Sondergesandten Lauchlin Bernard Currie zu Gesprächen mit Chiang Kai-shek und den Parteiführern der KMT, um ihre Besorgnis über die Feindseligkeit zwischen den beiden Parteien zum Ausdruck zu bringen, wobei Currie feststellte, dass die einzigen, die von einem Bürgerkrieg profitieren würden, die Japaner wären. Die Sowjetunion, die enger mit der KPCh verbündet war, sandte 1941 ein dringendes Telegramm an Mao, in dem sie davor warnte, dass ein Bürgerkrieg auch die Situation für das japanische Militär erleichtern würde. Dank der Bemühungen der internationalen Gemeinschaft kam es zu einem vorübergehenden und oberflächlichen Frieden. Chiang kritisierte die KPCh 1943 mit dem Propagandastück Chinas Schicksal, in dem die Macht der KPCh nach dem Krieg in Frage gestellt wurde, während die KPCh Chiangs Führung scharf ablehnte und sein Regime als „faschistisch“ bezeichnete, um in der Öffentlichkeit ein negatives Bild zu erzeugen. Beide Führer wussten, dass ein tödlicher Kampf zwischen ihnen begonnen hatte.
Im Allgemeinen waren die Entwicklungen im Zweiten Chinesisch-Japanischen Krieg für die KPCh von Vorteil, da sie mit ihrer Guerillataktik in den von Japan besetzten Gebieten die Unterstützung der Bevölkerung gewonnen hatte. Da die KMT jedoch die rechtmäßige chinesische Regierung war, musste sie das Land gegen die wichtigsten japanischen Angriffe verteidigen, was Chiang Kai-shek und seine Truppen teuer zu stehen kam. Die letzte japanische Großoffensive gegen die KMT, die Operation Ichi-gō, fand 1944 statt und führte zu einer starken Schwächung von Chiangs Truppen. Auch die KPCh erlitt durch ihre Guerillataktik weniger Verluste. Am Ende des Krieges war die Rote Armee auf mehr als 1,3 Millionen Mitglieder angewachsen, mit einer eigenen Miliz von über 2,6 Millionen. Etwa einhundert Millionen Menschen lebten in den von der KPCh kontrollierten Gebieten.

## Unmittelbare Nachkriegskonflikte (1945–1946)
Gemäß den Bedingungen der von den Vereinigten Staaten diktierten bedingungslosen Kapitulation Japans sollten sich die japanischen Truppen den KMT-Truppen ergeben und nicht der KPCh, die in einigen der besetzten Gebiete präsent war. In der Mandschurei jedoch, wo die KMT keine Truppen hatte, kapitulierten die Japaner vor der Sowjetunion. Chiang Kai-shek befahl den japanischen Truppen, auf ihrem Posten zu bleiben, um die Kuomintang zu empfangen und ihre Waffen nicht an die Kommunisten abzugeben.
Die erste Nachkriegsfriedensverhandlung, an der sowohl Chiang Kai-shek als auch Mao Zedong teilnahmen, fand vom 28. August bis 10. Oktober 1945 in Chongqing statt. Sie endeten mit der Unterzeichnung des Doppelzehnten Abkommens. Beide Seiten betonten die Bedeutung eines friedlichen Wiederaufbaus, aber die Konferenz brachte keine konkreten Ergebnisse. Die Kämpfe zwischen beiden Seiten gingen auch während der Friedensverhandlungen weiter, bis das Abkommen im Januar 1946 geschlossen wurde. Große Feldzüge und umfassende Konfrontationen zwischen der KPCh und Chiangs Truppen wurden jedoch vorübergehend vermieden.
Im letzten Monat des Zweiten Weltkriegs in Ostasien startete die Rote Armee die Sowjetische Invasion der Mandschurei gegen die japanische Kwantung-Armee in Mandschukuo und entlang der chinesisch-mongolischen Grenze. Diese Operation zerstörte die Kwantung-Armee in nur drei Wochen und führte dazu, dass die UdSSR bei Kriegsende die gesamte Mandschurei besetzte und ein totales Machtvakuum der lokalen chinesischen Streitkräfte entstand. Daraufhin kapitulierten die 700.000 in der Region stationierten japanischen Truppen. Im weiteren Verlauf des Jahres erkannte Chiang Kai-shek, dass ihm die Mittel fehlten, um eine Übernahme der Mandschurei durch die KPCh nach dem geplanten Abzug der Sowjets zu verhindern. Er vereinbarte daher mit den Sowjets, deren Abzug so lange hinauszuzögern, bis er genügend seiner bestausgebildeten Männer und modernes Material in die Region gebracht hatte. Die Sowjets verweigerten den nationalistischen Truppen jedoch die Erlaubnis, ihr Gebiet zu durchqueren. Die USA beförderten daraufhin in nur wenigen Wochen eine Million KMT-Truppen per Luft- und Seetransport nach Nord- und Nordostchina, um wichtige Städte zu besetzen, während das Umland bereits von der KPCh beherrscht wurde. Außerdem besetzten 80.000 US-Soldaten fünf wichtige Städte in der Bohai-Bucht. Am 15. November 1945 begann die ROC eine Kampagne, um die KPCh daran zu hindern, ihre bereits starke Basis zu stärken. Die Sowjets nutzten die zusätzliche Zeit, um die umfangreiche mandschurische Industrie (im Wert von bis zu 2 Milliarden Dollar) systematisch zu demontieren und in ihr vom Krieg verwüstetes Land zurückzuschicken.
In den Jahren 1945–1946, während der Mandschurei-Kampagne der Roten Armee, befahl der sowjetische Führer Josef Stalin Marschall Rodion Malinowski, Mao Zedong die meisten erbeuteten Waffen der kaiserlichen japanischen Armee zu übergeben.
Die Truppen von Chiang Kai-shek stießen bis zum 26. November 1945 bis nach Chinchow (Jinzhou) vor und stießen auf wenig Widerstand. Es folgte eine kommunistische Offensive auf der Halbinsel Shandong, die weitgehend erfolgreich war, da die gesamte Halbinsel, mit Ausnahme der von den USA kontrollierten Gebiete, an die Kommunisten fiel. Der Waffenstillstand wurde im Juni 1946 gebrochen, als am 26. Juni 1946 ein umfassender Krieg zwischen KPCh- und KMT-Kräften ausbrach. China befand sich daraufhin in einem Bürgerkrieg, der mehr als drei Jahre andauerte.

## Wiederaufnahme der Kämpfe (1946–1949)

### Hintergrund und Disposition der Streitkräfte

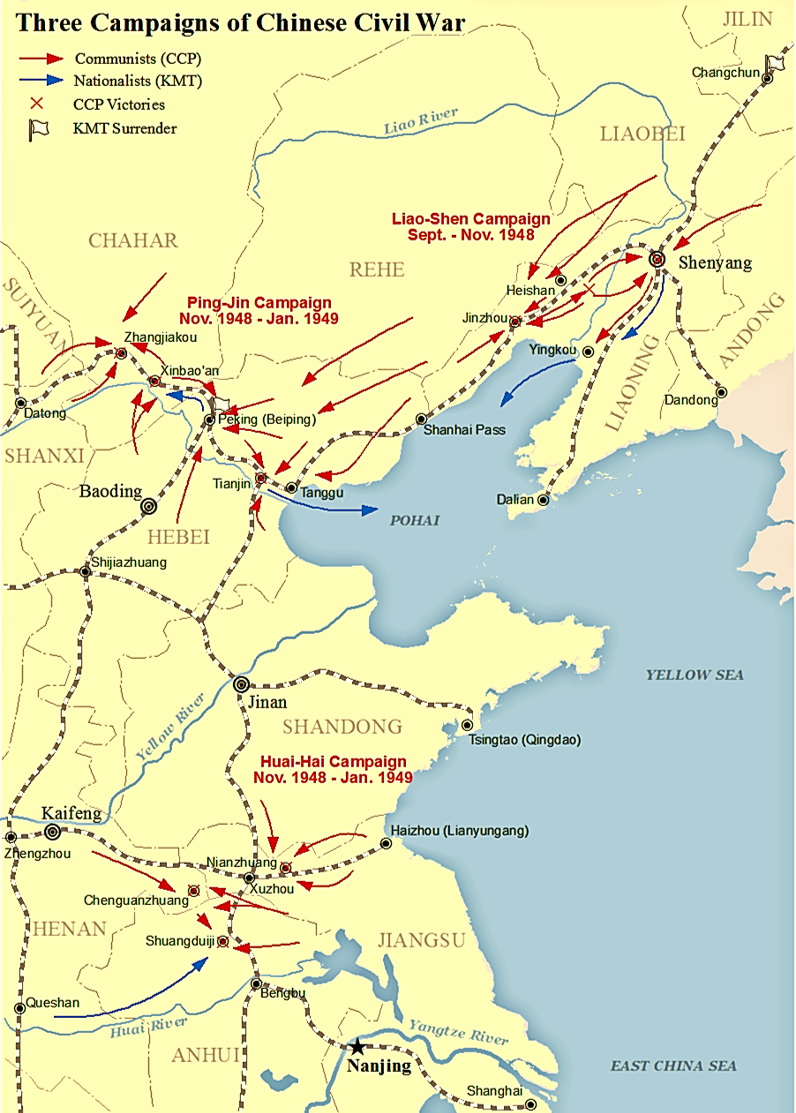
Karte der drei Feldzüge während des Chinesischen Bürgerkrieges.
„Liaoshen Feldzug“ (Sept. – Nov. 1948; oben rechts im Bild)
„Ping-Jin Feldzug“ (Nov. 1948 – Jan. 1949; mittig im Bild)
„Huai-Hai Feldzug“ (Nov. 1948 – Jan. 1949; unten rechts im Bild)

Am Ende des Zweiten Chinesisch-Japanischen Krieges war die Macht der Kommunistischen Partei erheblich gewachsen. Ihre Hauptstreitmacht wuchs auf 1,2 Millionen Soldaten an, die von einer zusätzlichen Miliz von 2 Millionen unterstützt wurden (insgesamt 3,2 Millionen Soldaten). Ihre „Befreite Zone“ umfasste 1945 19 Stützpunkte, die ein Viertel der Landesfläche und ein Drittel der Bevölkerung umfassten, darunter auch viele wichtige Städte. Darüber hinaus übergab die Sowjetunion den Kommunisten alle erbeuteten japanischen Waffen und einen beträchtlichen Teil ihrer eigenen Vorräte; die Sowjets übernahmen auch den Nordosten Chinas.
Im März 1946 verzögerte die Sowjetarmee unter dem Kommando von Marschall Rodion Malinowski den Rückzug aus der Mandschurei trotz wiederholter Bitten von Chiang weiter, während Malinowski die KPCh-Truppen heimlich aufforderte, hinter ihm herzuziehen, was zu einem umfassenden Krieg um die Kontrolle des Nordostens führte. Diese günstigen Bedingungen erleichterten auch zahlreiche Veränderungen innerhalb der kommunistischen Führung: Die radikalere Fraktion der harten Linie, die eine vollständige militärische Übernahme Chinas anstrebte, gewann schließlich die Oberhand und besiegte die vorsichtigen Opportunisten. Vor der Übergabe der Kontrolle an die kommunistische Führung beantragten sowjetische Diplomaten am 27. März ein gemeinsames Unternehmen zur industriellen Entwicklung mit der Nationalistischen Partei in der Mandschurei.
Obwohl General George C. Marshall erklärte, dass ihm keine Beweise dafür bekannt waren, dass die KPCh von der Sowjetunion beliefert wurde, konnte die KPCh eine große Anzahl von Waffen nutzen, die von den Japanern zurückgelassen worden waren, darunter auch einige Panzer. Aber erst als eine große Anzahl gut ausgebildeter KMT-Truppen sich ergab und sich den kommunistischen Streitkräften anschloss, konnte die KPCh schließlich die Waffentechnik beherrschen. Doch trotz des Nachteils bei der militärischen Ausrüstung war der ultimative Trumpf der KPCh ihre Landreformpolitik. Die KPCh machte den zahlreichen landlosen und hungernden Bauern auf dem Lande weiterhin das unwiderstehliche Versprechen, dass sie, wenn sie für die KPCh kämpften, nach dem Sieg ihr eigenes Land zum Anbau von Feldfrüchten erhalten würden.
Diese Strategie ermöglichte es der KPCh, auf einen nahezu unbegrenzten Vorrat an Arbeitskräften sowohl für Kampfzwecke als auch für logistische Zwecke zurückzugreifen; trotz der hohen Verluste, die sie während vieler Kampagnen des Krieges hinnehmen musste, strömten die Arbeitskräfte weiterhin in großem Umfang zu. So konnte die KPCh allein während des Huaihai-Feldzugs 5.430.000 Bauern für den Kampf gegen die KMT-Truppen mobilisieren.
Nach dem Ende des Krieges mit den Japanern verlegte Chiang Kai-shek schnell KMT-Truppen in die neu befreiten Gebiete, um zu verhindern, dass die kommunistischen Kräfte die japanische Kapitulation entgegennehmen konnten. Die USA transportierten schon September 1945 an viele KMT-Truppen aus Zentralchina in den Nordosten (Mandschurei). Präsident Harry S. Truman war sich darüber im Klaren, was er als „die Japaner benutzen, um die Kommunisten aufzuhalten“ bezeichnete. In seinen Memoiren schreibt er:

„Es war uns völlig klar, dass das ganze Land von den Kommunisten übernommen werden würde, wenn wir den Japanern sagten, sie sollten ihre Waffen sofort niederlegen und an die Küste marschieren. Deshalb mussten wir den ungewöhnlichen Schritt wagen, den Feind als Garnison zu benutzen, bis wir chinesische Truppen per Luftbrücke nach Südchina bringen und Marinesoldaten zur Bewachung der Häfen schicken konnten.“

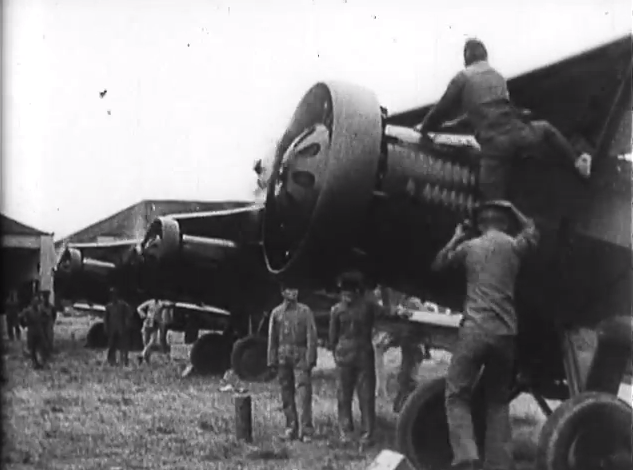
NRA-Flugzeuge bei der Vorbereitung auf einen Luftangriff.

Unter dem Vorwand, „die japanische Kapitulation entgegenzunehmen“, besetzten Geschäftsinteressen innerhalb der KMT-Regierung die meisten Banken, Fabriken und Gewerbeimmobilien, die zuvor von der kaiserlichen japanischen Armee beschlagnahmt worden waren. Außerdem rekrutierten sie in beschleunigtem Tempo Truppen aus der Zivilbevölkerung und horteten Vorräte, um sich auf die Wiederaufnahme des Krieges mit den Kommunisten vorzubereiten. Diese überstürzten und harten Vorbereitungen brachten die Bewohner von Städten wie Shanghai in große Bedrängnis, wo die Arbeitslosenquote drastisch auf 37,5 % anstieg.
Die USA unterstützten die Kuomintang-Truppen nachdrücklich. Rund 50.000 US-Soldaten wurden im Rahmen der „Operation Beleaguer“ zur Bewachung strategischer Anlagen in Hupeh und Shandong entsandt. Die USA rüsteten KMT-Truppen aus, bildeten sie aus und transportierten Japaner und Koreaner zurück, um die KMT-Truppen bei der Besetzung der befreiten Gebiete und der Eindämmung der von den Kommunisten kontrollierten Gebiete zu unterstützen. William Blum zufolge umfasste die amerikanische Hilfe beträchtliche Mengen an meist überschüssigem Militärmaterial und der KMT wurden Darlehen gewährt. Innerhalb von weniger als zwei Jahren nach dem Chinesisch-Japanischen Krieg hatte die KMT 4,43 Milliarden Dollar von den USA erhalten – der größte Teil davon war Militärhilfe.

### Ausbruch des Krieges

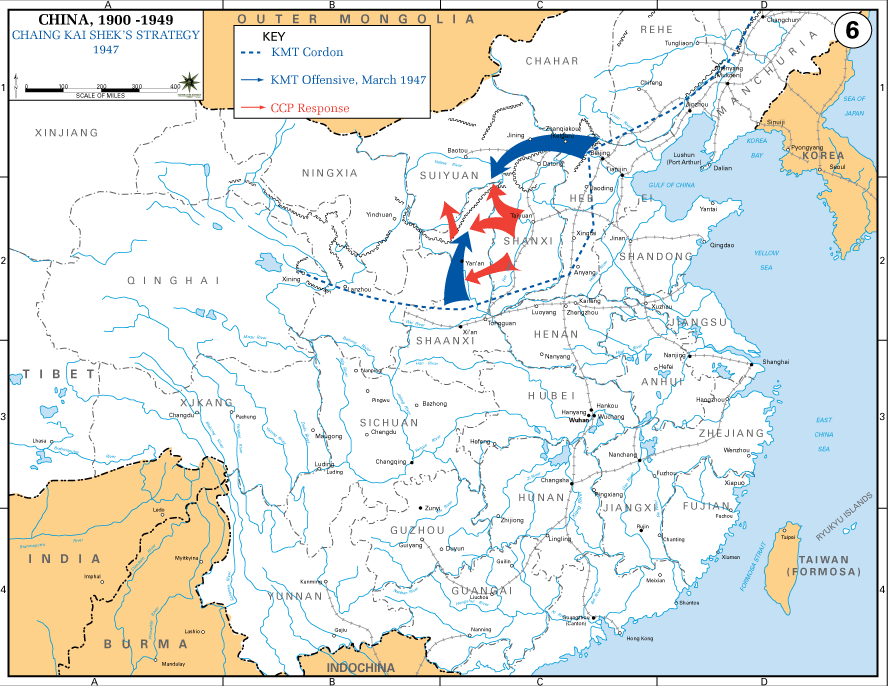
Situation im Jahr 1947.
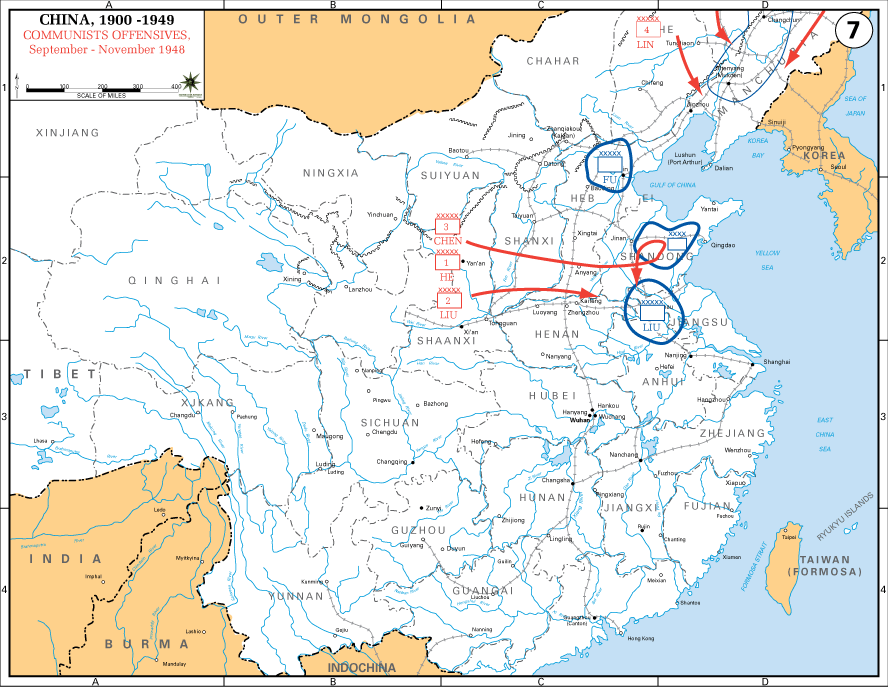
Situation im Herbst 1948.
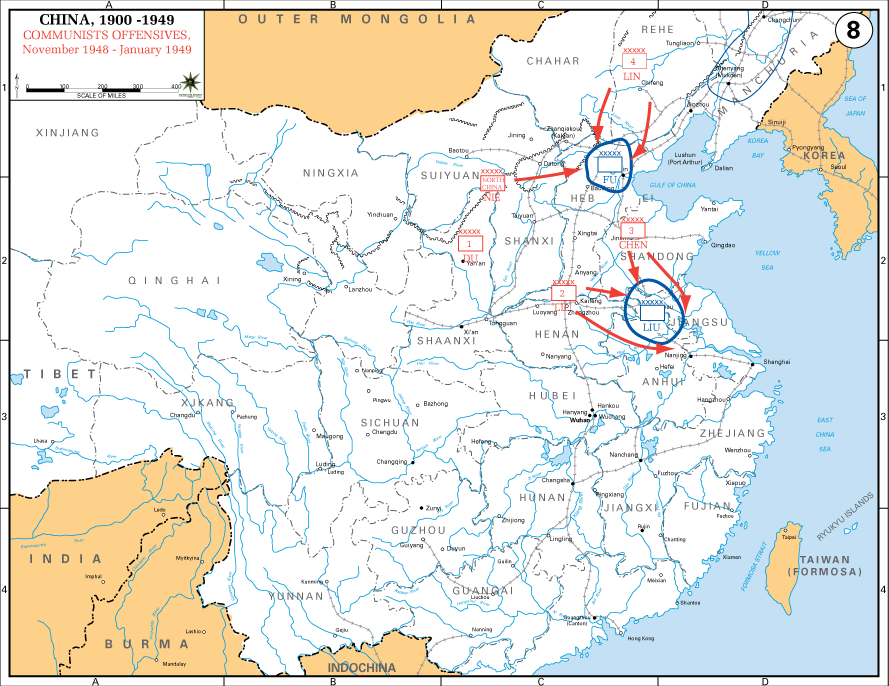
Situation im Winter 1948 und 1949.
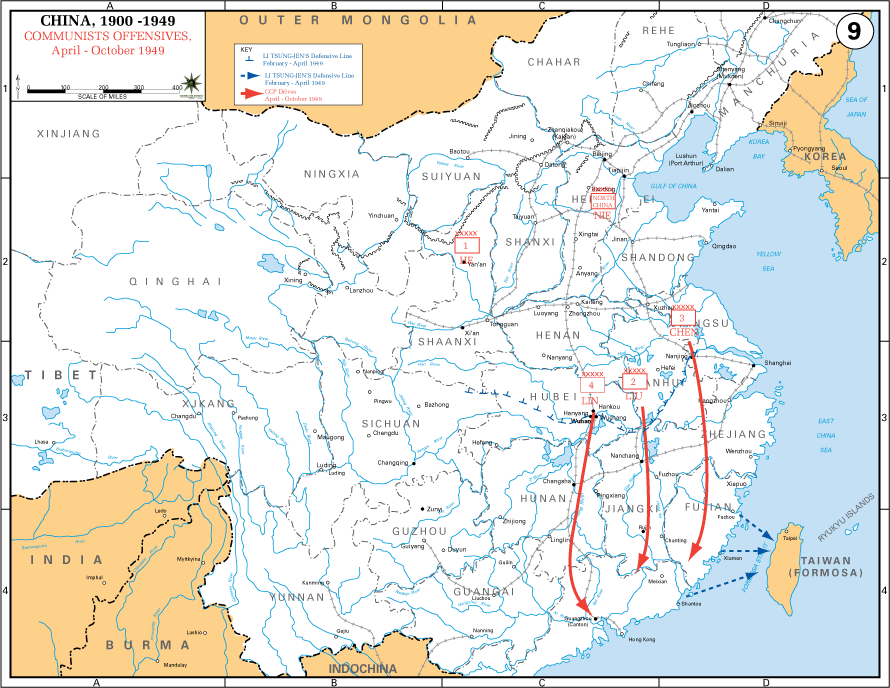
Situation im April–Oktober 1949.

Als die Nachkriegsverhandlungen zwischen der nationalistischen Regierung in Nanjing und der Kommunistischen Partei scheiterten, wurde der Bürgerkrieg zwischen diesen beiden Parteien wieder aufgenommen. Diese Phase des Krieges wird in der festlandchinesischen und kommunistischen Geschichtsschreibung als „Befreiungskrieg“ (chinesisch 解放战争; pinyin: Jiěfàng Zhànzhēng) bezeichnet. Am 20. Juli 1946 startete Chiang Kai-shek mit 113 Brigaden (insgesamt 1,6 Millionen Soldaten) einen Großangriff auf das kommunistische Gebiet in Nordchina. Dies markierte die erste Etappe der Endphase des chinesischen Bürgerkriegs.
Die KPCh war sich ihrer Nachteile in Bezug auf Personal und Ausrüstung bewusst und verfolgte eine Strategie der „passiven Verteidigung“. Sie mied die starken Punkte der KMT-Armee und war bereit, Gebiete aufzugeben, um ihre Kräfte zu schonen. In den meisten Fällen waren die umliegenden ländlichen Gebiete und Kleinstädte schon lange vor den Städten unter kommunistischen Einfluss geraten. Die KPCh versuchte auch, die KMT-Kräfte so weit wie möglich zu zermürben. Diese Taktik schien erfolgreich zu sein; nach einem Jahr hatte sich das Kräfteverhältnis zugunsten der KPCh verschoben. Sie vernichtete 1,12 Millionen KMT-Truppen, während ihre Stärke auf etwa zwei Millionen Mann anwuchs.
Im März 1947 errang die KMT mit der Einnahme der KPCh-Hauptstadt Yan’an einen symbolischen Sieg. Die Kommunisten griffen bald darauf zum Gegenangriff; am 30. Juni 1947 überquerten die KPCh-Truppen den Gelben Fluss und zogen in das Gebiet des Dabie-Gebirges, wo sie ihre Herrschaft über die Zentralebene wiederherstellten und ausbauten. Zur gleichen Zeit begannen die kommunistischen Kräfte mit Gegenangriffen in Nordostchina, Nordchina und Ostchina.

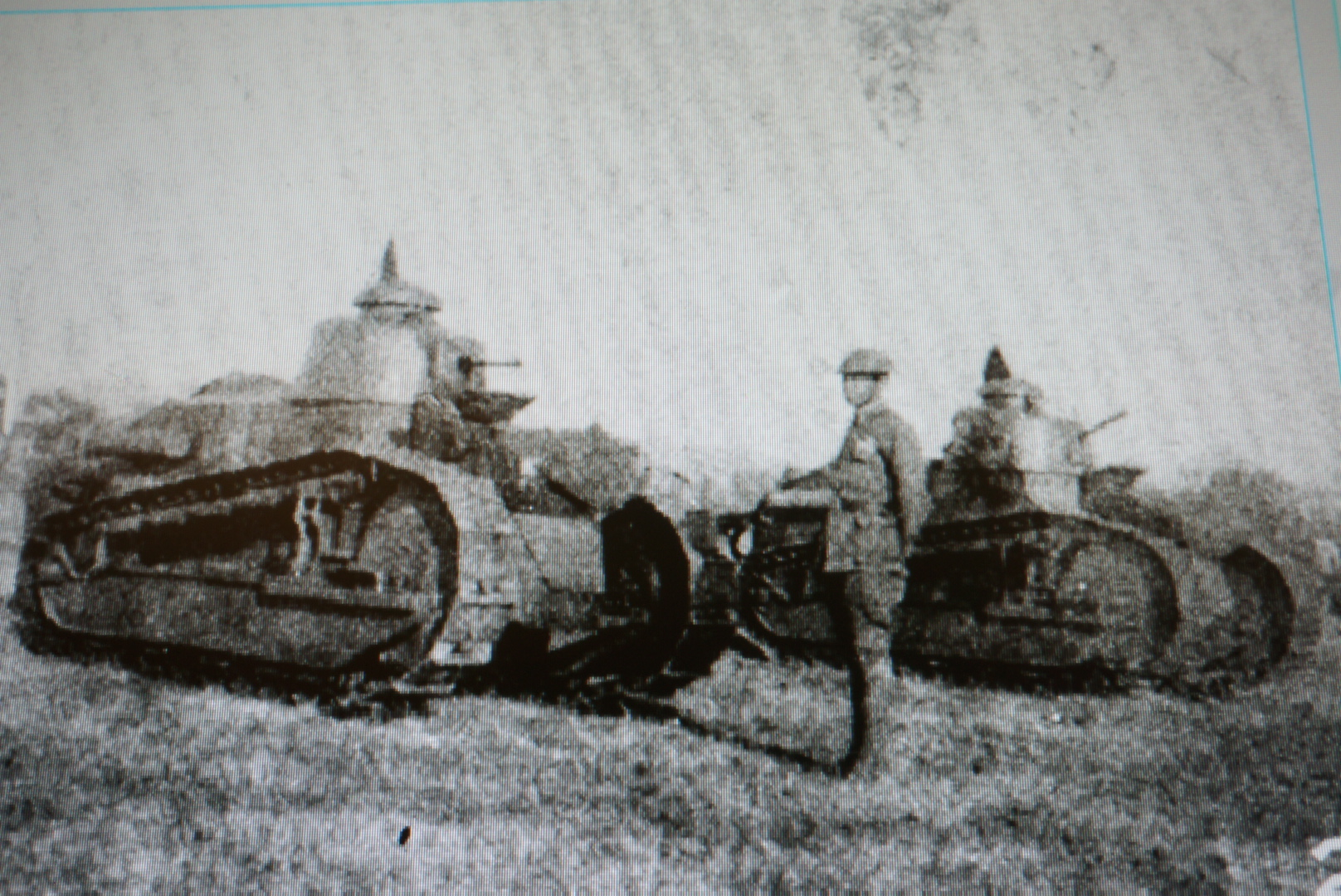
Chinesische FT-17 Panzer.

Ende 1948 eroberte die KPCh schließlich die nördlichen Städte Shenyang und Changchun und übernahm mit dem entscheidenden Liaoshen-Feldzug die Kontrolle über den Nordosten, nachdem sie bei dem Versuch, die Städte einzunehmen, zahlreiche Rückschläge erlitten hatte. Die Neue 1. Armee, die als die stärkste KMT-Armee galt, wurde zur Kapitulation gezwungen, nachdem die KPCh eine brutale sechsmonatige Belagerung von Changchun durchgeführt hatte, bei der mehr als 150.000 Zivilisten verhungerten (siehe: Gräueltaten).
Die Eroberung großer KMT-Einheiten versorgte die KPCh mit Panzern, schwerer Artillerie und anderen kombinierten Waffen, die sie für offensive Operationen südlich der Großen Mauer benötigte. Im April 1948 fiel die Stadt Luoyang und schnitt die KMT-Armee von Xi’an ab. Nach einer erbitterten Schlacht eroberte die KPCh am 24. September 1948 Jinan und die Provinz Shandong. Der Huaihai-Feldzug Ende 1948 und Anfang 1949 sicherte der KPCh den Osten und das Zentrum Chinas. Der Ausgang dieser Kämpfe war entscheidend für den militärischen Ausgang des Bürgerkriegs.
Der Ping-Jin-Feldzug führte zur Eroberung Nordchinas durch die Kommunisten. Er dauerte 64 Tage, vom 21. November 1948 bis zum 31. Januar 1949. Die PLA erlitt schwere Verluste bei der Sicherung von Zhangjiakou und Tianjin sowie des Hafens und der Garnisonen in Dagu und Peking. Die KPCh brachte 890.000 Soldaten aus dem Nordosten, um etwa 600.000 KMT-Truppen entgegenzustellen. Allein in Zhangjiakou gab es 40.000 KPCh-Verluste. Dafür töteten und verwundeten sie während des Feldzugs etwa 520.000 Menschen, die mit der KMT verbunden waren und gefangen genommen wurden.
Nachdem die KPCh bei den Feldzügen von Liaoshen, Huaihai und Ping-Jin einen entscheidenden Sieg errungen hatte, vernichtete sie 144 reguläre und 29 irreguläre KMT-Divisionen, darunter 1,54 Millionen KMT-Veteranen, was die Stärke der nationalistischen Kräfte erheblich reduzierte. Stalin befürwortete zunächst eine Koalitionsregierung im Nachkriegs-China und versuchte Mao davon zu überzeugen, die KPCh davon abzuhalten, den Jangtsekiang zu überqueren und die KMT-Stellungen südlich des Flusses anzugreifen. Mao lehnte Stalins Position ab und begann am 21. April mit dem „Feldzug zur Überquerung des Jangtse-Flusses“. Am 23. April nahmen sie die Hauptstadt der KMT, Nanjing, ein. Die KMT-Regierung zog sich bis zum 15. Oktober nach Kanton (Guangzhou), bis zum 25. November nach Chongqing und dann nach Chengdu zurück, bevor sie sich am 7. Dezember nach Taiwan zurückzog. Ende 1949 verfolgte die Volksbefreiungsarmee die Reste der KMT-Kräfte in Südchina nach Süden, so dass nur noch Tibet übrig war. Darüber hinaus war der Ili-Aufstand ein von der Sowjetunion unterstützter Aufstand der Zweiten Republik Ostturkestan gegen die KMT von 1944 bis 1949, als die Mongolen in der Volksrepublik in einen Grenzstreit mit der Republik China verwickelt waren. Ein chinesisches muslimisches Hui-Kavallerieregiment, die 14. Tungan-Kavallerie, wurde von der chinesischen Regierung entsandt, um mongolische und sowjetische Stellungen entlang der Grenze während des Kampfes um Baitag Bogd anzugreifen.
Die Kuomintang unternahm mehrere letzte Versuche, die Khampa-Truppen gegen die Kommunisten im Südwesten Chinas einzusetzen. Die Kuomintang formulierte einen Plan, bei dem drei Khampa-Divisionen vom Panchen Lama unterstützt werden sollten, um sich den Kommunisten entgegenzustellen. Der Geheimdienst der Kuomintang berichtete, dass einige tibetische Tusi-Häuptlinge und der Khampa Su Yonghe 80.000 Soldaten in Sichuan, Qinghai und Tibet kontrollierten. Sie hofften, sie gegen die kommunistische Armee einsetzen zu können.
Chiang Kai-shek und etwa zwei Millionen nationalistische Soldaten zogen sich im Dezember vom chinesischen Festland auf die Insel Taiwan zurück, nachdem die PLA in die Provinz Sichuan vorgedrungen war. Vereinzelte Widerstandsnester der Nationalisten blieben in der Region bestehen, aber der Großteil des Widerstands brach nach dem Fall von Chengdu am 10. Dezember 1949 zusammen, wobei ein Teil des Widerstands im äußersten Süden fortbestand.
Ein Versuch der Kommunisten, die von der ROC kontrollierte Insel Quemoy einzunehmen, wurde in der „Schlacht von Kuningtou“ vereitelt, wodurch der Vormarsch der PLA auf Taiwan gestoppt wurde. Im Dezember 1949 rief Chiang Taipeh zur vorläufigen Hauptstadt der Republik China aus und behauptete weiterhin, seine Regierung sei die einzige legitime Autorität in China.

## Ausruf der Volksrepublik China (1949)

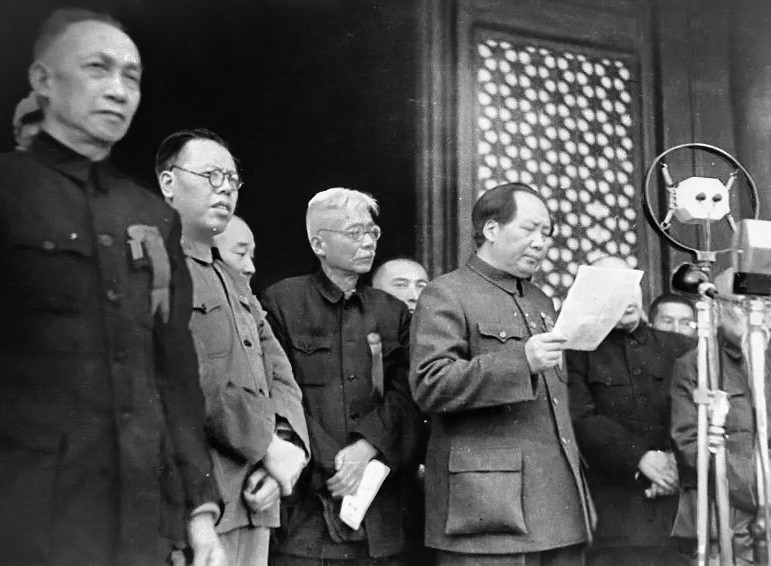
Am 1. Oktober 1949 fand auf dem Platz des Himmlischen Friedens in Peking vor 300.000 Menschen eine große Zeremonie statt, bei der Mao Zedong, der Vorsitzende der Zentralen Volksregierung, feierlich die Gründung der Volksrepublik China proklamierte.

Die Gründung der Volksrepublik China (VRC) wurde von Mao Zedong, dem Vorsitzenden der KPCh, am 1. Oktober 1949 um 15.00 Uhr auf dem Tian’anmen-Platz in Peking, der neuen Hauptstadt Chinas (Nanjing war die Hauptstadt der abgesetzten Republik China), förmlich verkündet. Die Bildung der Zentralen Volksregierung unter der Führung der KPCh, der Regierung der neuen Nation, wurde während der Proklamationsrede des Vorsitzenden bei der Gründungszeremonie offiziell verkündet.
Die neue Nationalhymne Chinas Marsch der Freiwilligen wurde zum ersten Mal gespielt, die neue Nationalflagge der Volksrepublik China (die fünfsternige rote Flagge) wurde der neu gegründeten Nation offiziell vorgestellt und während der Feierlichkeiten zum ersten Mal gehisst, während in der Ferne 21 Salutschüsse abgefeuert wurden. Nach dem Hissen der Nationalflagge und dem Abspielen der Nationalhymne der Volksrepublik China fand die erste öffentliche Militärparade der damals neuen Volksbefreiungsarmee statt.

### Proklamation
Um genau 15.00 Uhr Pekinger Zeit am 1. Oktober 1949 verkündete Mao von der Spitze des Tors des Himmlischen Friedens aus eine Botschaft an die Nation:

“同胞们，中华人民共和国中央人民政府今天成立了！”

„Liebe Genossinnen und Genossen! Heute erkläre ich die formelle Gründung der Volksrepublik China und ihrer Zentralen Volksregierung!“

Nach dem Abspielen der Nationalhymne verkündete der Vorsitzende Mao an diesem Tag auf dem Tiananmen-Tor die Gründung der Volksrepublik China:

“自从蒋介石国民党反动政府背叛祖国，与帝国主义结盟，挑起反革命战争以来，全中国的人民都陷入了苦难和磨难之中。幸运的是，我们的人民解放军在全国人民的支持下，为了捍卫祖国的领土主权，保护人民的生命财产安全，解放人民的苦难，争取人民的权利，进行了英勇无私的斗争，最终粉碎了反动军队，推翻了国民党政府的反动统治。现在，人民解放战争已经基本胜利，国内大多数人已经获得解放。在此基础上，中国人民政治协商会议第一届会议召开，由来自中国各民主党派和人民团体、中国人民解放军、全国各地区和各民族以及华侨和其他爱国人士的代表组成。[…]
同时，中央人民政府委员会决定向所有其他国家的政府宣布，本政府是代表中华人民共和国全体人民的唯一合法政府。本政府愿意与任何愿意遵守平等、互利和相互尊重领土完整和主权原则的外国政府建立外交关系。”

„Seit die reaktionäre Chiang-Kai-Shek-Kuomintang-Regierung das Vaterland verraten, sich mit den Imperialisten verbündet und den konterrevolutionären Krieg angezettelt hat, ist das Volk in ganz China in bitteres Leid und Trübsal gestürzt. Glücklicherweise hat unsere Volksbefreiungsarmee, unterstützt von der ganzen Nation, heldenhaft und selbstlos gekämpft, um die territoriale Souveränität unseres Vaterlandes zu verteidigen, das Leben und das Eigentum des Volkes zu schützen, das Volk von seinen Leiden zu befreien und für seine Rechte zu kämpfen, und sie hat schließlich die reaktionären Truppen vernichtet und die reaktionäre Herrschaft der nationalistischen Regierung gestürzt. Nun ist der Volksbefreiungskrieg im Wesentlichen gewonnen und die Mehrheit des Volkes im Lande ist befreit. Auf dieser Grundlage wurde die erste Sitzung der Politischen Konsultativkonferenz des Chinesischen Volkes einberufen, die sich aus Delegierten aller demokratischen Parteien und Volksorganisationen Chinas, der Volksbefreiungsarmee, der verschiedenen Regionen und Nationalitäten des Landes sowie der Auslandschinesen und anderer patriotischer Elemente zusammensetzt. […]
Gleichzeitig beschloss der Rat der Zentralen Volksregierung, den Regierungen aller anderen Länder zu erklären, dass diese Regierung die einzige rechtmäßige Regierung ist, die das gesamte Volk der Volksrepublik China vertritt. Diese Regierung ist bereit, diplomatische Beziehungen mit jeder ausländischen Regierung aufzunehmen, die bereit ist, die Grundsätze der Gleichheit, des gegenseitigen Nutzens und der gegenseitigen Achtung der territorialen Integrität und Souveränität zu beachten.“

### Feierlichkeiten
Die erste Militärparade zum Nationalfeiertag fand unmittelbar nach der Ausrufung statt. An der von Nie Rongzhen, dem Befehlshaber der Militärregion Nordchina, befohlenen und von Zhu De, dem Oberbefehlshaber der PLA, inspizierten Parade nahmen rund 16.000 Offiziere und Angehörige der PLA teil. Die Parade, die im Juni 1949 genehmigt wurde, war die erste große und moderne chinesische Militärparade, da das Land unter den vorherigen Regierungen noch nie eine öffentliche Truppenschau durchgeführt hatte. Liu Bocheng schlug den Paradeleitern Yang Chengwu und Tang Yanjie vor, die Parade nach sowjetischem Vorbild zu organisieren, da er selbst eine Militärparade auf dem Roten Platz in Moskau miterlebt hatte. Die Northern Military Region Band (heute die „Central Military Band“ der PLA) sorgte für die musikalische Begleitung, zu der auch die Militärhymne der chinesischen Volksbefreiungsarmee gehörte.

## Nachwirkungen

### Rückzug der Kuomintang nach Taiwan

Heutige Flagge der Republik China (Taiwan).

Der Rückzug der Regierung der Republik China nach Taiwan, auch bekannt als Großer Rückzug, bezieht sich auf den Exodus der Reste der international anerkannten Kuomintang-geführten Regierung der Republik China (ROC) auf die Insel Taiwan im Dezember 1949 gegen Ende der aktiven Kämpfe im chinesischen Bürgerkrieg. Die KMT, ihre Offiziere und etwa 2 Millionen Soldaten der ROC nahmen an dem Rückzug teil, hinzu kamen viele Zivilisten und Flüchtlinge, die vor dem Vormarsch der Kommunistischen Volksbefreiungsarmee Chinas flohen.
Die Truppen der ROC flohen vor allem aus den südchinesischen Provinzen nach Taiwan, insbesondere aus der Provinz Sichuan, wo die Hauptarmee der ROC das letzte Gefecht führte. Die Flucht nach Taiwan erfolgte über vier Monate, nachdem Mao Zedong am 1. Oktober 1949 in Peking die Gründung der Volksrepublik China (VRC) verkündet hatte.
Nach dem Rückzug plante die Führung, insbesondere Generalissimus und Präsident Chiang Kai-shek, den Rückzug nur vorübergehend, in der Hoffnung, sich neu zu formieren, zu befestigen und das Festland zurückzuerobern. Dieser Plan, der nie in die Tat umgesetzt wurde, war als „Projekt Nationaler Ruhm“ bekannt und wurde zur nationalen Priorität der ROC auf Taiwan. Als sich herausstellte, dass ein solcher Plan nicht verwirklicht werden konnte, verlagerte sich der nationale Schwerpunkt der ROC auf die Modernisierung und wirtschaftliche Entwicklung Taiwans; die ROC beansprucht weiterhin die alleinige Souveränität über das nun von der Kommunistischen Partei Chinas regierte China (Ein-China-Politik).

#### Verlagerung von Kräften und Personen
Im Laufe von vier Monaten, beginnend im August 1948, verlegte die Führung der Republik China ihre Luftwaffe nach Taiwan und nahm dafür über 80 Flugzeuge und drei Schiffe in Anspruch. Chen Chin-chang schreibt in seinem Buch zu diesem Thema, dass zwischen August 1948 und Dezember 1949 durchschnittlich 50 bis 60 Flugzeuge täglich zwischen Taiwan und China flogen, um Treibstoff und Munition zu transportieren.
Chiang schickte auch die 26 Marineschiffe der nationalistischen Armee nach Taiwan. Der letzte kommunistische Angriff auf die nationalistischen Kräfte begann am 20. April 1949 und dauerte bis zum Ende des Sommers. Im August beherrschte die Volksbefreiungsarmee fast das gesamte chinesische Festland; die Nationalisten hielten nur Taiwan und die Penghu-Inseln, einige Teile von Guangdong, Fujian, Zhejiang und einige Regionen im äußersten Westen Chinas.
Der Direktor des Instituts für Geschichte und Philologie, Fu Ssu-nien, setzte sich an die Spitze der Bemühungen, Wissenschaftler zur Flucht nach Taiwan zu bewegen und Bücher und Dokumente mitzunehmen. Einrichtungen und Hochschulen wie die Academia Sinica, das Nationale Palastmuseum, die Tsing-Hua-Nationaluniversität, die Chiao-Tung-Nationaluniversität, die Soochow-Universität, die Katholische Fu-Jen-Universität und die St. Ignatius High School wurden in Taiwan wiedergegründet.

#### Verlagerung von Schätzen vom Festland
Im Jahr 1948 begann Chiang Kai-shek mit der Planung des Rückzugs der KMT nach Taiwan, um Gold und Schätze vom Festland zu holen. Die Menge des mitgenommenen Goldes schwankt je nach Quelle, wird aber in der Regel auf drei bis fünf Millionen Tael geschätzt (etwa 113,6–115,2 Tonnen; ein Tael entspricht 37,2 Gramm). Neben dem Gold brachte die KMT auch alte Reliquien mit, die heute im Nationalen Palastmuseum in Taipeh, Taiwan, aufbewahrt werden. Einige Wissenschaftler sind der Meinung, dass die Verbringung von Gold und Schätzen eine von mehreren Schutzmaßnahmen gegen die japanische Invasion und Besetzung war, ähnlich wie die europäischen Regierungen während des Zweiten Weltkriegs Gold an andere Orte brachten.
Über die Schätze, die sich in Taiwans nationalem Palastmuseum befinden, gibt es unterschiedliche Meinungen. Einige in China betrachten die Verlagerung als Plünderung. Andere sind der Meinung, dass diese Schätze versehentlich geschützt wurden und durch die Kampagne der „Vier Alten“ während der Kulturrevolution für immer verloren gegangen sein könnten. Viele Historiker glauben, dass der Schatz von den Nationalisten nach Taiwan gebracht wurde, um ihn vor der kommunistischen Partei zu schützen. Andere sind der Meinung, dass Taiwan immer noch Teil des chinesischen Hoheitsgebiets ist, so dass die Verlagerung nicht in Frage kommt.
Das Nationale Palastmuseum behauptet, dass 1948, als China den Bürgerkrieg durchlebte, der Direktor Chu Chia-hua und andere (Wang Shijie, Fu Ssu-nien, Xu Hong-Bao, Li Ji und Han Lih-wu) darüber diskutierten, die Meisterwerke nach Taiwan zu bringen, um sie dort zu schützen.
Chiang Kai-sheks Mission, Gold aus China zu holen, fand im Geheimen statt, denn laut Dr. Wu Sing-yung wurde die gesamte Mission von Chiang selbst geleitet. Nur Chiang und Dr. Wus Vater, der Leiter der militärischen Finanzabteilung der KMT-Regierung, wussten von den Ausgaben und dem Transport des Goldes nach Taiwan, und fast alle Befehle von Chiang wurden mündlich erteilt. Dr. Wu erklärte, dass nicht einmal der Finanzminister Einfluss auf die endgültigen Ausgaben und den Transfer hatte. Die schriftlichen Aufzeichnungen wurden von Chiang im Präsidentenpalast von Taipeh als strengstes Militärgeheimnis gehütet, und die freigegebenen Archive wurden erst mehr als 40 Jahre nach seinem Tod im April 1975 der Öffentlichkeit zugänglich gemacht.
Es ist eine weit verbreitete Ansicht, dass das nach Taiwan gebrachte Gold dazu diente, den Grundstein für die taiwanesische Wirtschaft und Regierung zu legen. Sechs Monate nach der Goldoperation von Chiang wurde der neue taiwanesische Dollar eingeführt, der den alten taiwanesischen Dollar im Verhältnis eins zu 40.000 ersetzte. Man geht davon aus, dass 800.000 Tael Gold verwendet wurden, um die Wirtschaft zu stabilisieren, die seit 1945 unter einer Hyperinflation gelitten hatte.
Drei der berühmtesten von Chiang entwendeten Artefakte sind die so genannten „Drei Schätze des Nationalen Palastmuseums“: der Fleischstein, der Jadekohl und das Mao Gong Ding.

#### Pläne zur Rückeroberung des chinesischen Festlandes
Ursprünglich plante die Republik China, das Festland von der Volksrepublik zurückzuerobern. Nach dem Rückzug nach Taiwan errichtete Chiang Kai-shek mit anderen nationalistischen Führern eine Diktatur über die Insel und begann mit der Planung einer Invasion des Festlandes. Zu diesem Zweck entwarf Chiang einen streng geheimen Plan namens „Projekt Nationaler Ruhm“. Die von Chiang geplante Offensive umfasste 26 Operationen, darunter Landinvasionen und Spezialoperationen hinter den feindlichen Linien. Er hatte seinen Sohn Chiang Ching-kuo gebeten, einen Plan für Luftangriffe auf die Provinzen Fujian und Guangdong auszuarbeiten, aus denen viele Soldaten der ROC und ein Großteil der Bevölkerung Taiwans stammten. Hätte der Angriff stattgefunden, wäre es die größte Invasion von See aus in der Geschichte gewesen.
In den 1960er Jahren führte Mao Zedongs so genannter „Großer Sprung nach vorn“ in Festlandchina zu katastrophalen Hungersnöten und Millionen von Toten sowie zu Fortschritten der Volksrepublik China bei der möglichen Entwicklung von Atomwaffen. Daher sah Chiang Kai-shek die Gelegenheit, einen Angriff zu starten, um das chinesische Festland zurückzuerobern.
Zu dieser Zeit befanden sich die USA im Vietnamkrieg. Chiang Kai-shek wusste, dass er die militärische Unterstützung der USA brauchte, um das Projekt „Nationaler Ruhm“ zum Erfolg zu führen. Daher bot er den Amerikanern an, ihnen im Vietnamkrieg zu helfen, um im Gegenzug die Unterstützung der USA für die Rückeroberung seiner verlorenen Gebiete zu erhalten. Die USA lehnten Chiangs Vorschläge ab, was ihn jedoch nicht aufhielt. Vielmehr setzte Chiang die Vorbereitungen fort und trieb seinen Plan zur Rückeroberung der verlorenen Gebiete weiter voran.
Im Jahr 1965 waren Chiangs Angriffspläne abgeschlossen. Seine Generäle und Admiräle planten mögliche Einsatztermine, während sich Soldaten und Feldoffiziere auf die Schlacht vorbereiteten, wie aus den Regierungsarchiven hervorgeht.
Nach mehreren erfolglosen Scheininvasionen zwischen August 1971 und Juni 1973 im Vorfeld der Hauptlandung veranlasste der Staatsstreich von 1973, bei dem Nie Rongzhen in Peking an die Macht kam, Chiang dazu, alle weiteren Scheininvasionen abzubrechen und mit den eigentlichen Landungsoperationen zu beginnen. Nach Aussage von General Huang Chih-chung, der damals Oberst der Armee war und an der Planung beteiligt war, hat Chiang Kai-shek den Wunsch, China zurückzuerobern, nie ganz aufgegeben: „Selbst als er (1975) starb, hoffte er immer noch, dass sich die internationale Lage ändern und die Kommunisten eines Tages vernichtet werden würden.“

#### Scheitern der Rückeroberung und Verlagerung des Schwerpunkts auf die Modernisierung
Das Scheitern von Chiangs Projekt „Nationaler Ruhm“ veränderte den Verlauf der chinesischen und taiwanesischen Geschichte und veränderte die Beziehungen zwischen dem Festland und Taiwan für immer. So verlagerten „die Taiwanesen den Schwerpunkt auf die Modernisierung und Verteidigung Taiwans, anstatt Taiwan auf die Rückeroberung Chinas vorzubereiten“, so Andrew Yang, ein auf die Beziehungen zwischen Taiwan und Festlandchina spezialisierter Politikwissenschaftler am Council of Advanced Policy Studies in Taipeh. Chiang Kai-sheks Sohn Chiang Ching-kuo, der später seine Nachfolge als Präsident antrat, konzentrierte sich auf die Erhaltung des Friedens zwischen dem Festland und Taiwan. Heute haben sich die politischen Beziehungen zwischen Taiwan und China verändert; wie General Huang sagte: „Ich hoffe, es wird sich friedlich entwickeln… Es gibt keinen Grund für einen Krieg.“

#### Reform der Kuomintang

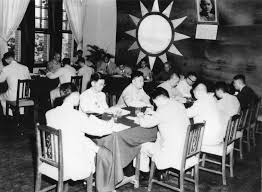
Im August 1950 hält die KMT ihre erste Sitzung des Zentralen Reformausschusses ab, um die Reformen der Partei einzuleiten.

Nachdem sie vom Festland vertrieben worden waren, erkannten Chiang Kai-shek und andere KMT-Führer, dass sie die Partei reformieren mussten.
Ende 1949, nachdem die Kuomintang von den chinesischen Kommunisten fast zerstört worden war, siedelte sie nach Taiwan über und erfand sich neu. Die KMT-Führung baute nicht nur eine neue Partei, sondern auch ein neues Gemeinwesen auf Taiwan auf, das wirtschaftlichen Wohlstand schuf. Von August 1950 bis Oktober 1952 fanden fast viermal wöchentlich mehr als vierhundert Arbeitssitzungen statt, um zu besprechen, wie eine neue politische Partei aufgebaut und die Politik der nationalistischen Regierung umgesetzt werden sollte. Am 5. August 1950 wählte Chiang das Zentrale Reformkomitee (ZRK), das als zentrale Führung der Partei für die Planung und das Handeln dienen sollte. Die Mitglieder des ZRK waren mit einem Durchschnittsalter von 47 Jahren durchschnittlich jung und hatten alle einen Hochschulabschluss.
Das neue ZRK formulierte sechs Ziele:
1. Die KMT soll zu einer revolutionären demokratischen Partei werden.
2. Sie soll Bauern, Arbeiter, Jugendliche, Intellektuelle und Kapitalisten rekrutieren.
3. Sie soll sich zum demokratischen Zentralismus bekennen.
4. Der Aufbau des Arbeitsteams als grundlegende Organisationseinheit.
5. Die Aufrechterhaltung hoher Führungsstandards und Befolgung der Entscheidungen der Partei,
6. Die Übernahme der „Drei Prinzipien des Volkes“ von Dr. Sun Yat-sen als Ideologie der KMT.

Alle ZRK-Mitglieder legten einen Eid ab, die Ziele der Partei zu erfüllen; d. h. die Kommunisten loszuwerden und das chinesische Festland zurückzuerobern.
Nachdem Chiang Kai-shek eine geschlossene, loyale Partei organisiert hatte, wollte er ihren Einfluss tief in die taiwanesische Gesellschaft hineintragen, um ihre soziale Basis zu verbreitern. Eine Möglichkeit, dies zu erreichen, bestand darin, neue Mitglieder aus verschiedenen sozioökonomischen Gruppen auszuwählen. Verschiedene Parteigliederungen wurden angewiesen, neue Mitglieder zu rekrutieren, insbesondere Studenten und Lehrer. Die neuen Mitglieder mussten Loyalität gegenüber der KMT-Partei zeigen, verstehen, wofür die Partei steht, die Parteigrundsätze befolgen und Dienste für die Partei leisten. Im Gegenzug versprach die ZRK, sich um die Bedürfnisse der Gesellschaft zu kümmern, was ihnen half, ein klares politisches Ziel zu definieren. Die Parteipolitik zielte auch darauf ab, die Lebensbedingungen der einfachen Leute zu verbessern. Die Gründung neuer Parteizweige, die sich aus Personen mit ähnlichem sozialem Status zusammensetzten, war eine Strategie, die die Beziehungen zu Arbeitern, Unternehmern, Bauern und Intellektuellen verbesserte. Mit den neuen Parteizweigen, die die verschiedenen Bevölkerungsgruppen förderten, war die KMT in der Lage, ihre Kontrolle und ihren Einfluss langsam bis in die Dörfer Taiwans auszuweiten. Im Oktober 1952 hatte die KMT fast 282.000 Mitglieder, verglichen mit den 50.000 Mitgliedern, die nach Taiwan geflohen waren. Noch wichtiger ist, dass mehr als die Hälfte der Parteimitglieder Taiwanesen waren. In den späten 1960er Jahren war diese Zahl auf fast eine Million gestiegen.
Die ZRK übertrug ihren Arbeitsteams die Aufgabe, die Parteipolitik durchzusetzen und die Mitglieder über ihr Verhalten zu informieren. Sie verhinderten auch die kommunistische Unterwanderung und rekrutierten neue Parteimitglieder, nachdem sie deren Hintergrund untersucht hatten, um regelmäßige Treffen abzuhalten und die Parteistrategie zu diskutieren. Die neue Partei verhielt sich also ganz anders als vor 1949 und ihre Arbeitsteams hatten neue Führungs- und Ausbildungsaufgaben. Nach den neuen Regeln der KMT mussten alle Parteimitglieder einem Arbeitsteam beitreten und an dessen Sitzungen teilnehmen, damit die Parteiführung herausfinden konnte, wer loyal und aktiv war. Einem Bericht zufolge verfügte die Parteizentrale der KMT in den taiwanesischen Provinzen im Sommer 1952 über mindestens 30.000 Arbeitsgruppen, von denen jede mindestens neun Mitglieder hatte, die in verschiedenen staatlichen Behörden, Gebieten Taiwans und Berufen arbeiteten. Nach und nach baute die Partei ihren Einfluss in der Gesellschaft und im Staat aus.
Eine wichtige Taktik der KMT bestand darin, begrenzte politische Reformen auf lokaler Ebene zu fördern, um die Autorität der Partei bei der taiwanesischen Bevölkerung zu stärken. Um die Republik China (ROC) als Zentralregierung für ganz China zu legitimieren, benötigte die nationalistische Regierung Taiwans gewählte Vertreter für ganz China. So wurden 1947 mehr als tausend Festlandchinesen in Nanking vom chinesischen Volk zu Mitgliedern der Nationalversammlung, des Legislativ-Yuan und des Kontroll-Yuan gewählt. Nach ihrer Ankunft in Taiwan durften diese Vertreter ihre Sitze behalten, bis die nächsten Wahlen auf dem Festland abgehalten werden konnten, wodurch die Kontrolle der ROC über Taiwan legitimiert wurde.
In diesem neuen politischen Umfeld konnten die reformierte KMT und die ROC-Regierung ihre neue Macht demonstrieren. Chiang Kai-shek glaubte, dass lokale Wahlen in diesem autoritären Gemeinwesen die Demokratie in Taiwan fördern könnten. Die Menschen glaubten nicht, dass sich die KMT jemals nicht in solche Wahlen einmischen würde. Da jedoch so viele Kommunalwahlen in einem Jahr stattfanden, waren viele Wähler davon überzeugt, dass die KMT den politischen Pluralismus fördern wollte. Die Parteiführer versuchten, ihren Einfluss auszuweiten, ließen aber nur langsam gegnerische Politiker in den Wettbewerb treten, indem sie den Wählern politische Lektionen erteilten, um ihnen zu zeigen, wie Demokratie funktionieren sollte.
Im Januar 1951 wurden die ersten Wahlen für den Kreis- und Stadtrat abgehalten. Im April folgten weitere Wahlen für Kreis- und Gemeindeämter. Im Dezember 1951 wurde die „Provisorische Provinzversammlung von Taiwan“ gegründet. Ihre Mitglieder wurden von den Kreis- und Stadtparlamenten ernannt. Durch die Verhängung des Kriegsrechts und die Kontrolle der lokalen Wahlordnung gewann die KMT die meisten dieser Kommunalwahlen, behauptete aber, es seien freie Wahlen abgehalten worden. Chiang war der Ansicht, dass genügend Freiheiten gewährt worden waren. Daher betonten die Parteiführer weiterhin, dass das Kriegsrecht weiterhin notwendig sei.
Der neue Ansatz der Partei erstreckte sich auch auf ihre Haltung zur Bildung. Ursprünglich hatte die Partei die öffentlichen Schulen als notwendiges Instrument der Assimilierung und des Aufbaus der Nation betrachtet. Privatschulen, die als unerwünschte Konkurrenz angesehen wurden, wurden daher unterdrückt. Als jedoch der Bildungsbedarf auf der Insel die staatlichen Ressourcen zu übersteigen begann, überdachte die Partei ihren Ansatz. Ab 1954 wurden Privatschulen nicht nur geduldet, sondern auch mit staatlichen Mitteln unterstützt. Gleichzeitig wurden Maßnahmen ergriffen, um den Gehorsam der Privatschulen zu sichern, z. B. die Besetzung von Schulräten mit parteitreuen Mitgliedern und die Verabschiedung strenger Gesetze zur Kontrolle des politischen Inhalts der Lehrpläne.

#### Ansichten über die Rechtmäßigkeit der Übernahme Taiwans durch die KMT
Über die Rechtmäßigkeit der Übernahme Taiwans durch die KMT gibt es unterschiedliche Ansichten. Zum Zeitpunkt des Rückzugs nach Taiwan behauptete die KMT, sie sei eine Exilregierung. Die kommunistische Regierung Chinas hält bis heute daran fest, dass die Republik China auf Taiwan eine Provinz ist, die letztendlich wieder unter die Herrschaft des Festlandes fallen muss.
In einem 1955 veröffentlichten Artikel über den Rechtsstatus Taiwans heißt es: „Es wurde behauptet, dass Chiang Kai-shek keinen Anspruch auf die Insel hat, weil er 'nur ein Flüchtling ist, der seine Armee dort einquartiert', und außerdem sei seine Regierung eine Exilregierung.“ Darüber hinaus wurde im Friedensvertrag von San Francisco, der am 8. September 1951 offiziell von 48 Nationen unterzeichnet wurde, nicht festgelegt, an wen Japan Taiwan und die Penghu-Inseln abtrat. Trotzdem wurde die ROC von der überwiegenden Mehrheit der damaligen Staaten als rechtmäßiger Vertreter Chinas angesehen, da sie die Nachfolge der Qing-Dynastie angetreten hatte, während die VR China zu diesem Zeitpunkt ein weitgehend nicht anerkannter Staat war. Japan befand sich zum Zeitpunkt der Unterzeichnung des Vertrags von San Francisco technisch gesehen noch unter amerikanischer Besatzung. Nach der vollständigen Unabhängigkeit nahm Japan volle Beziehungen zur Republik China und nicht zur Volksrepublik China auf.
Da der Friedensvertrag von San Francisco und der separate KMT-Vertrag mit Japan nicht spezifizierten, an wen Japan Taiwan und die Penghu-Inseln abtrat, so Professor Gene Hsiao, „implizierte die US-Position, dass Taiwan rechtlich gesehen und soweit es die Unterzeichner dieser beiden Verträge betraf, zu einer 'eigentümerlosen' Insel und die KMT durch ihre eigene Zustimmung zur amerikanischen Politik zu einer ausländischen Exilregierung wurde.“

### Resolution 2758 der UN-Generalversammlung
Die Resolution 2758 der Generalversammlung der Vereinten Nationen wurde als Reaktion auf die Resolution 1668 der Generalversammlung der Vereinten Nationen verabschiedet, wonach jede Änderung der Vertretung Chinas in den Vereinten Nationen mit einer Zweidrittelmehrheit unter Bezugnahme auf Artikel 18 der UN-Charta beschlossen werden muss. Die am 25. Oktober 1971 verabschiedete Resolution erkannte die Volksrepublik China (VRC) als „einzigen legitimen Vertreter Chinas bei den Vereinten Nationen“ an und „entfernte die Vertreter von Chiang Kai-shek“ aus den Vereinten Nationen.

#### Hintergrund und Problem
China war einer der ursprünglichen 51 Mitgliedstaaten der Vereinten Nationen, die 1945 gegründet wurden. Damals war die Republik China (ROC) unter der Führung der KMT die Regierung von China. Taiwan, auf das sich die ROC zurückzog, gehörte ursprünglich zu Japan, das aber im Friedensvertrag von San Francisco alle Rechte, Titel und Ansprüche aufgegeben hatte. Nach 1950 kontrollierte die VR China das chinesische Festland, während die ROC die Kontrolle über Taiwan, Penghu, Matsu und Kinmen behielt.
Die Volksrepublik China nahm für sich in Anspruch, der Nachfolgestaat der Republik China zu sein, während die Nationalisten in Taiwan für das Fortbestehen der Republik China eintraten. Beide behaupteten, die einzige legitime chinesische Regierung zu sein und beide weigerten sich, diplomatische Beziehungen zu Ländern zu unterhalten, die die jeweils andere Regierung anerkannt hatten. Die ROC vertrat China weiterhin in den Vereinten Nationen, bis die Resolution 2758 verabschiedet wurde.
Artikel 3 der UN-Charta sieht vor:

„Ursprüngliche Mitglieder der Vereinten Nationen sind die Staaten, welche an der Konferenz der Vereinten Nationen über eine Internationale Organisation in San Franzisko teilgenommen oder bereits vorher die Erklärung der Vereinten Nationen vom 1. Januar 1942 unterzeichnet haben und nunmehr diese Charta unterzeichnen und nach Artikel 110 ratifizieren.“

Darüber hinaus hatte die ROC das Wiener Übereinkommen über diplomatische Beziehungen am 18. April 1961 bzw. am 19. Dezember 1969 unterzeichnet und ratifiziert. In den späten 1960er Jahren wuchsen jedoch die Bedenken hinsichtlich der Menschenrechte, was die Situation umkehrte.

#### Vorgehen
Am 15. Juli 1971 beantragten 17 UNO-Mitglieder unter der Führung Albaniens, die Frage der „Wiederherstellung der rechtmäßigen Rechte der Volksrepublik China in den Vereinten Nationen“ auf die vorläufige Tagesordnung der sechsundzwanzigsten Tagung der UN-Generalversammlung zu setzen. In einer Begründung ihres Antrags wiesen die 17 UN-Mitglieder darauf hin, dass sie seit Jahren gegen die ihrer Ansicht nach feindselige und diskriminierende Politik mehrerer Regierungen gegenüber der kommunistischen Regierung des chinesischen Festlandes protestieren, die sie als die wahre Vertreterin des chinesischen Volkes betrachten. Die Existenz der Volksrepublik China sei eine Realität, die „nicht geändert werden kann, um dem Mythos einer so genannten Republik China zu entsprechen, die aus einem Teil des chinesischen Territoriums fabriziert wurde“. Nach Ansicht der 17 UN-Mitglieder handelte es sich bei der ROC um eine unrechtmäßige Behörde auf der Insel Taiwan, die behauptete, China zu vertreten und die nur wegen der ständigen Präsenz der US-Streitkräfte dort blieb. Keine wichtigen internationalen Probleme, so fügten sie hinzu, könnten ohne die Beteiligung der Volksrepublik China gelöst werden. Es liege im grundlegenden Interesse der Vereinten Nationen, der Volksrepublik China umgehend ihren Sitz in der Organisation „zurückzugeben“ und damit eine „schwere Ungerechtigkeit“ und „gefährliche Situation“ zu beenden, die zur Verwirklichung einer zunehmend abgelehnten Politik aufrechterhalten worden sei. Dies bedeutete den sofortigen Ausschluss der Vertreter des Regimes von Chiang Kai-shek von seinem Sitz bei den Vereinten Nationen.
Am 17. August 1971 beantragten die Vereinigten Staaten, einen zweiten Punkt, „Die Vertretung Chinas in den Vereinten Nationen“, ebenfalls auf die vorläufige Tagesordnung zu setzen. In der Begründung des Antrags der USA heißt es, dass die Vereinten Nationen bei der Behandlung des Problems der Vertretung Chinas zur Kenntnis nehmen sollten, dass es sowohl die Volksrepublik China als auch die Republik China gibt; sie sollten diese unbestreitbare Realität in der Art und Weise widerspiegeln, in der sie die Vertretung Chinas vorsehen. Die Vereinten Nationen, so die USA, sollten nicht verpflichtet sein, zu den jeweiligen widersprüchlichen Ansprüchen der Volksrepublik China oder der Republik China Stellung zu nehmen, bis eine friedliche Lösung der Angelegenheit gefunden ist, wie es die Charta der Vereinten Nationen vorsieht. Daher, so fügten die USA hinzu, sollte die Volksrepublik China vertreten sein und gleichzeitig sollte sichergestellt werden, dass die Republik China nicht ihrer Vertretung beraubt wird.
Am 22. September 1971 schlugen die Vereinigten Staaten im Allgemeinen Ausschuss der Vereinten Nationen vor, die beiden Punkte zu einem Punkt mit der Bezeichnung „Die Chinafrage“ zusammenzufassen. Der Vorschlag wurde jedoch mit 12 gegen 9 Stimmen bei 3 Enthaltungen abgelehnt.
Am 25. September 1971 wurde der erste, von Albanien unterstützte Resolutionsentwurf, A/L.630 und Add.l und 2, von 23 Staaten, darunter 17 der Staaten, die sich an der Aufnahme der Frage in die Tagesordnung beteiligt hatten, eingereicht, um „der Volksrepublik China alle ihre Rechte zurückzugeben und die Vertreter von Chiang Kai-shek unverzüglich auszuweisen.“
Am 29. September 1971 wurde ein zweiter Resolutionsentwurf, A/L.632 und Add.l und 2, der von 22 Mitgliedern, darunter die USA, unterstützt wurde, vorgelegt, in dem erklärt wurde, dass jeder Vorschlag, der Republik China die Vertretung zu entziehen, eine wichtige Frage im Sinne von Artikel 18 der UN-Charta sei und daher eine Zweidrittelmehrheit für die Annahme erfordere.
Am 29. September 1971 wurde ein dritter Resolutionsentwurf, A/L.632 und Add.l und 2, der von 19 Mitgliedern, einschließlich der USA, unterstützt wurde, vorgeschlagen, mit dem die Versammlung das Recht der Volksrepublik China auf Vertretung bekräftigen und empfehlen würde, dass sie als eines der fünf ständigen Mitglieder in den Sicherheitsrat aufgenommen wird, aber auch das anhaltende Recht der Republik China auf Vertretung bestätigen würde.

Abstimmungsverhalten in der Vollversammlung der Vereinten Nationen hinsichtlich der Resolution 2758 im Jahr 1971.
Für die Resolution
Gegen die Resolution
Enthaltung
Abwesenheit
Nicht-UN-Mitgliedsstaaten oder abhängige Gebiete

Am 15. Oktober 1971 ersuchten die Vertreter von 22 UN-Mitgliedern den UN-Generalsekretär, eine Erklärung des Außenministeriums der Volksrepublik China vom 20. August 1971 als offizielles Dokument der Versammlung zu verbreiten. In dieser Erklärung, die als Antwort auf das Schreiben der USA vom 17. August 1971 und die dazugehörige Begründung abgegeben wurde, erklärte die Volksrepublik China, dass der Vorschlag der USA eine eklatante Entlarvung des Plans der Nixon-Regierung sei, „zwei Chinas“ in den Vereinten Nationen zu schaffen. Sie fügte hinzu, es gebe nur ein China: Die Volksrepublik China. Taiwan sei ein unveräußerlicher Teil des chinesischen Territoriums und eine Provinz Chinas, die bereits nach dem Zweiten Weltkrieg an das Mutterland zurückgegeben worden sei. Die USA planten die Abspaltung Taiwans von China und versuchten, die Mitglieder der UNO zu zwingen, „sich ihrem Willen zu unterwerfen“. Die chinesische Regierung erklärte, dass das chinesische Volk und die chinesische Regierung zwei Chinas, „ein China, ein Taiwan“ oder ähnliche Vereinbarungen entschieden ablehnten, ebenso wie die Behauptung, dass „der Status Taiwans noch zu klären“ sei. Sie erklärten, dass sie bei solchen Szenarien absolut nichts mit der UN zu tun haben werden.
Zwischen dem 18. und 26. Oktober 1971 fanden 12 Plenarsitzungen der Versammlung statt, an denen 73 Mitgliedstaaten teilnahmen. Während der Debatten wurden vier weitere Resolutionsentwürfe vorgelegt – drei von Tunesien und einer von Saudi-Arabien. Im Großen und Ganzen handelte es sich bei jedem dieser Resolutionsentwürfe um eine Abwandlung des oben beschriebenen dritten Resolutionsentwurfs, der von den USA unterstützt wurde. Der saudische Resolutionsentwurf hätte dem Volk der Insel Taiwan das Recht auf Selbstbestimmung zuerkannt. In ähnlicher Weise hätte die tunesische Resolution gefordert, dass die Regierung der Republik China in den Vereinten Nationen unter dem Namen „Formosa“ vertreten sein sollte.
Der Vertreter Algeriens machte in den Debatten geltend, dass die Anerkennung der Regierung der Volksrepublik China als rechtmäßige Vertreterin Chinas nicht den Ausschluss eines Mitglieds, sondern den Ausschluss der Vertreter eines regimekritischen Minderheitenregimes bedeute. Die USA vertraten in ihrer Stellungnahme den gegenteiligen Standpunkt und argumentierten, dass die Annahme der Resolution zum Ausschluss der aus Taipeh entsandten Vertreter die Beendigung der Mitgliedschaft eines langjährigen Mitglieds bedeuten würde. Der Sprecher der Republik China erklärte, sein Land habe sich seinen Platz in den Vereinten Nationen durch seinen Beitrag zu Frieden und Freiheit während des Zweiten Weltkriegs verdient. Das kommunistische Regime Chinas, das niemals die moralische Zustimmung des chinesischen Volkes erhalten habe, könne „keinesfalls als Vertreter der großen chinesischen Nation“ angesehen werden. Verschiedene Mitglieder, darunter zwei ständige Mitglieder des Sicherheitsrats, das Vereinigte Königreich und die UdSSR, argumentierten, dass die Forderung nach einer Mehrheitsabstimmung in dieser Angelegenheit nicht angemessen sei, da es bei der Annahme der von Albanien vorgeschlagenen Resolution nicht um die Aufnahme oder den Ausschluss eines Mitglieds gehe. Vielmehr gehe es nur um Beglaubigungsschreiben; derweil sei Taiwan nie Mitglied gewesen. Es gebe nur einen chinesischen Staat, der Mitglied sei. Jeder andere chinesische Staat hätte gemäß der Charta einen Antrag auf Mitgliedschaft stellen müssen.
Am 25. Oktober 1971 fand die Abstimmung statt. In der ersten Abstimmung lehnte die Versammlung den von den USA unterstützten Vorschlag ab, wonach die Angelegenheit einer Mehrheitsbeschlussfassung bedürfe – den „Antrag auf eine wichtige Frage“. Anschließend stimmte die Versammlung über einen separaten US-Vorschlag ab, wonach die Worte „und die Vertreter von Chiang Kai-shek unverzüglich von dem Platz zu verweisen, den sie unrechtmäßig bei den Vereinten Nationen und in allen mit ihnen verbundenen Organisationen eingenommen haben“ aus dem Resolutionsentwurf gestrichen werden sollten. Dieser Antrag hätte es der Volksrepublik China ermöglicht, den Vereinten Nationen als Vertreter Chinas beizutreten, während die Republik China ein reguläres Mitglied der Vereinten Nationen hätte bleiben können (wenn es genügend Stimmen dafür gegeben hätte). Der Antrag wurde mit 61 zu 51 Stimmen bei 16 Stimmenthaltungen abgelehnt.
Zu diesem Zeitpunkt erklärte der Vertreter der Republik China, Botschafter Liu Chieh: „Angesichts der Raserei und der irrationalen Art und Weise, die in diesem Saal an den Tag gelegt wurde, hat die Delegation der Republik China beschlossen, an den weiteren Beratungen dieser Generalversammlung nicht mehr teilzunehmen.“ Er bemängelte, „die Ideale, auf denen die UNO gegründet wurde“, seien „verraten“ worden.
Die Versammlung nahm daraufhin den albanischen Resolutionsentwurf A/L. 630 und Add.l und 2 in einer namentlichen Abstimmung mit 76 zu 35 Stimmen bei 17 Enthaltungen als Resolution 2758 an. Die Regierung in Peking vertrat China seit dem 15. November 1971 bei den Vereinten Nationen und ihre Delegierten nahmen erstmals an der Sitzung des UN-Sicherheitsrats am 23. November 1971 teil.

#### Spätere Entwicklungen

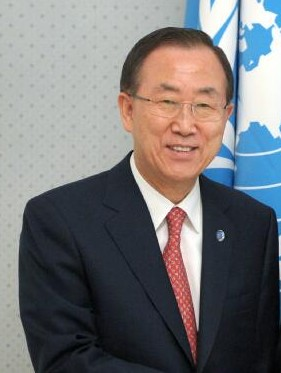
UN-Generalsekretär Ban Ki-moon, 2013.

Am 23. Juli 2007 lehnte UN-Generalsekretär Ban Ki-moon den Antrag Taiwans auf Mitgliedschaft in der UNO „unter dem Namen Taiwan“ ab und berief sich dabei auf die Resolution 2758, in der anerkannt wird, dass Taiwan ein Teil Chinas ist, wenn auch nicht der Volksrepublik China. Da die Resolution 2758 als „absichtlich zweideutig“ bezeichnet wurde und das Wort „Taiwan“ nicht enthielt, geriet Ban Ki-moons Auslegung unter Beschuss der amerikanischen Medien und wurde auch von mehreren UN-Mitgliedern unter Führung der USA abgelehnt. Einem Bericht der amerikanischen Denkfabrik Heritage Foundation zufolge hat die US-Regierung eine Neun-Punkte-Demarche veröffentlicht, in der sie die Erklärung des Generalsekretärs ausdrücklich ablehnt. Die USA haben sich in dieser Angelegenheit nicht öffentlich geäußert. Dennoch spiegelt die Erklärung von Generalsekretär Ban Ki-moon die seit langem verfolgte Politik der Vereinten Nationen wider und findet sich auch in anderen von den Vereinten Nationen veröffentlichten Dokumenten wieder. So heißt es beispielsweise im UN-Handbuch „Final Clauses of Multilateral Treaties, Handbook, 2003“ (eine Veröffentlichung, die vor Ban Ki-moons Amtszeit erschien):

„…in Bezug auf die Provinz Taiwan folgt der Generalsekretär den Leitlinien der Generalversammlung, die in der Resolution 2758 (XXVI) der Generalversammlung vom 25. Oktober 1971 über die Wiederherstellung der rechtmäßigen Rechte der Volksrepublik China in den Vereinten Nationen enthalten sind. Die Generalversammlung beschloss, die Vertreter der Regierung der Volksrepublik China als die einzigen rechtmäßigen Vertreter Chinas bei den Vereinten Nationen anzuerkennen. Daher werden Urkunden, die von der chinesischen Provinz Taiwan eingehen, vom Generalsekretär in seiner Eigenschaft als Verwahrer nicht angenommen.“

#### Kontroverse
Einigen Ansichten zufolge löste die Resolution 2758 die Frage der „Vertretung Chinas“ in den Vereinten Nationen, ließ aber die Frage der Vertretung Taiwans im praktischen Sinne ungelöst. Die Regierung der Republik China übt weiterhin die De-facto-Kontrolle über Taiwan und andere Inseln aus. Die VRC beansprucht zwar die Souveränität über ganz „China“ und behauptet, dass Taiwan ein Teil Chinas ist, übt aber keine tatsächliche Autorität über Taiwan aus, obwohl sie weiterhin behauptet, eine solche Souveränität zu besitzen. Der ehemalige Präsident Ma Ying-jeou sagte während seiner Amtszeit: „Die Republik China ist ein souveränes Land und das chinesische Festland ist gemäß der Verfassung Teil unseres Territoriums. Daher sind unsere Beziehungen zum Festland keine internationalen Beziehungen. Es handelt sich um eine besondere Beziehung.“
Auch wenn sich die Politik geändert hat und die Regierung der Republik China sich nun darauf konzentriert, die Interessen der Insel Taiwan formell über ihre Verfassung zu vertreten, beansprucht die Regierung der Volksrepublik China nach wie vor, der Staat China zu sein, und erhebt somit nach wie vor den rechtlichen Anspruch auf das Recht, ganz China zu regieren. Am wichtigsten ist jedoch, dass Taiwan zwar de facto von der ROC als eigenständiges Land regiert wurde, einige jedoch argumentieren, dass Taiwan im Friedensvertrag von San Francisco nach dem Zweiten Weltkrieg de jure nicht an China abgetreten wurde, so dass die Disposition des Landes offen blieb. Das Streben nach Unabhängigkeit von „China“ (der ROC) ist ein kontroverses Thema in der taiwanesischen Politik.
Die ROC bezeichnete die Angelegenheit als „Ausschluss eines Mitglieds“. Das Vereinigte Königreich und die Sowjetunion vertraten einen anderen Standpunkt und argumentierten, dass nur ein chinesischer Staat Mitglied sei und es daher nur darum gehe, welches Mandat der chinesischen Delegation zu akzeptieren sei. Jeder andere chinesische Staat müsse gemäß der Charta einen Antrag auf Mitgliedschaft stellen.
Die Resolution wurde von der Regierung der Republik China als rechtswidrig kritisiert, da der Ausschluss eines Mitglieds die Empfehlung des Sicherheitsrats erfordert und nur erfolgen kann, wenn eine Nation „die in dieser Charta enthaltenen Grundsätze beharrlich verletzt hat“, wie es in Artikel 6 heißt.
Es wurden Versuche unternommen, eine Überprüfung der Resolution 2758 auf die Tagesordnung zu setzen, wobei in einem Vorschlag aus dem Jahr 1998 festgestellt wurde, dass „die Regierung im Hinblick auf ihre Rückkehr zu den Vereinten Nationen deutlich gemacht hat, dass sie nicht mehr den Anspruch erhebt, ganz China zu vertreten, sondern nur noch die Vertretung ihrer 21,8 Millionen Einwohner anstrebt“. Die Maßnahmen der ROC unter ihrem zur Unabhängigkeit Taiwans neigenden Präsidenten Chen Shui-bian, die Mitgliedschaft unter dem Namen „Taiwan“ zu beantragen, unterstrichen diese Absicht. Die Regierung der ROC unter Ma Ying-jeou ließ jedoch die Versuche, UN-Mitglied zu werden, wieder fallen.

## Gründe für den Sieg der Kommunisten
Der Historiker Rana Mitter kam zu dem Schluss, dass die nationalistische Regierung 1945 „durch den Krieg mit Japan grundlegend zerstört“ worden war.
Während des Krieges vermied die KPCh jegliche radikale klassenbezogene Politik der Umverteilung von Reichtum oder Land, um die nationale Einheit gegenüber den Japanern zu maximieren. Dies trug sehr erfolgreich dazu bei, die Popularität der KPCh zu steigern, die ihren bisher höchsten Stand erreichte. Außerdem schlossen sich die Bauern erst nach dem Einmarsch der Japaner massenhaft den Kommunisten an, anstatt mit den Invasoren zu kooperieren. Es ist also erwiesen, dass die Popularität der Kommunisten nicht auf ihre Landreformvorschläge oder die Armut auf dem Land zurückzuführen war. Die japanische Marionettenregierung in China produzierte eine umfangreiche Propaganda, die behauptete, ihr Hauptzweck sei der Antikommunismus; dies ging nach hinten los und trug dazu bei, die Legitimität der Kommunisten unter den bäuerlichen Opfern der japanischen Repressalien weiter zu stärken. Als sich der rechte Flügel der KMT gegen die Ausweitung des Einflusses der KPCh im Rahmen von Guerillakampagnen aussprach, wurden sie aus patriotischen Gründen angegriffen. Die Kommunisten waren in der Lage, die Legitimation der Bevölkerung für ihre Aktionen zu gewinnen, solange sie den Widerstand gegen Japan mit größerer Aggressivität als die KMT-Regierung führten und dieser Vorteil wurde von den Kommunisten ausgenutzt, wie der „Zwischenfall bei der Neuen Vierten Armee“ zeigte.
Die weit verbreitete Wut gegen die US-Truppen in China aufgrund von Vergewaltigungen und Todesfällen durch Unfälle mit Militärfahrzeugen, gegen die Zusammenarbeit der KMT mit kapitulierenden japanischen und pro-japanischen Kräften, gegen die umfangreichen wirtschaftlichen Privilegien, die die KMT-Regierung den USA gewährte, die US-Militärhilfe für die Nationalisten im Bürgerkrieg und die US-Wirtschaftshilfe für das Nachkriegsjapan trugen dazu bei, die öffentliche Meinung gegen die KMT zu beeinflussen.
Nach Ansicht des Historikers Odd Arne Westad gewannen die Kommunisten den Bürgerkrieg, weil sie weniger militärische Fehler machten als Chiang Kai-shek und weil Chiang mit seinem Streben nach einer mächtigen Zentralregierung zu viele Interessengruppen in China gegen sich aufbrachte. Außerdem wurde seine Partei im Krieg gegen die Japaner geschwächt. In der Zwischenzeit hatten es die Kommunisten auf verschiedene Gruppen abgesehen, wie z. B. die Bauern, und brachten sie auf ihre Seite.
Chiang schrieb im Juni 1948 in sein Tagebuch: „Nach dem Fall von Kaifeng verschlechterte sich unsere Lage und wurde immer ernster. Ich erkannte nun, dass der Hauptgrund für den Zusammenbruch unserer Nation, der sich im Laufe unserer Geschichte immer wieder ereignet hat, nicht in der Übermacht unserer äußeren Feinde lag, sondern in der Zersetzung und Fäulnis im Innern.“
Obwohl die Sowjetunion und Nordkorea die kommunistischen Streitkräfte offiziell nicht unterstützten, leisteten sie logistische Unterstützung, transportierten und halfen bei der Aufstellung der kommunistischen Soldaten zum Kampf gegen die Kuomintang, transportierten auch kranke und verwundete Soldaten, übergaben die Waffen von Mandschukuo an die KPCh, Nordkorea schickte eine Armee zum Kampf gegen die Kuomintang usw. Chen Yun sagte: „Sie taten ihr Bestes, um uns zu helfen, wir wurden von der Sowjetunion und Nordkorea unterstützt.“
Die starke amerikanische Unterstützung für die Nationalisten wurde mit dem Scheitern der Marshall-Mission gebremst und dann ganz eingestellt, vor allem wegen der Korruption der KMT (wie der berüchtigten „Yangtze Development Corporation“, die von H.H. Kung und der Familie von T. V. Soong kontrolliert wurde) und dem militärischen Rückschlag der KMT in Nordostchina.
Der Hauptvorteil der Kommunistischen Partei Chinas war der „außerordentliche Zusammenhalt“ innerhalb der obersten Führungsebene der Partei. Diese Fähigkeiten wurden nicht nur durch Überläufer, die in schwierigen Zeiten auftraten, sondern auch durch „Kommunikation und Debatten auf höchster Ebene über Taktik“ gesichert. Der charismatische Führungsstil von Mao Zedong schuf eine „Einheit der Ziele“ und eine „Einheit der Führung“, die der KMT fehlte. Außerdem verstand es die KPCh, die lokale Politik zu ihren Gunsten zu manipulieren, was auch auf ihre Propaganda zurückzuführen war, die ebenfalls erfolgreich dezentralisiert worden war. Indem sie „ihre Gegner als Feinde aller Gruppen von Chinesen“ und sich selbst als „Verteidiger der Nation und des Volkes“ darstellte.
Während des chinesischen Bürgerkriegs nach 1945 brach die Wirtschaft in den Gebieten der ROC wegen der Hyperinflation und des Scheiterns der Preiskontrollen durch die ROC-Regierung und der Finanzreformen zusammen; der Gold-Yuan wertete Ende 1948 stark ab und führte dazu, dass die ROC-Regierung die Unterstützung der Mittelschichten der Städte verlor. In der Zwischenzeit setzten die Kommunisten ihre unerbittlichen Landreformprogramme (Landumverteilung) fort, um die Unterstützung der Bevölkerung auf dem Land zu gewinnen.

## Gräueltaten
Während des Krieges verübten sowohl die Nationalisten als auch die Kommunisten massenhaft Gräueltaten, wobei Millionen von Nichtkombattanten vorsätzlich getötet wurden. Benjamin Valentino schätzt, dass die Gräueltaten im chinesischen Bürgerkrieg zwischen 1927 und 1949 zwischen 1,8 Millionen und 3,5 Millionen Menschen das Leben kosteten, wobei der größte Teil davon durch die Kommunisten verursacht wurde.

### Gräueltaten der Kommunisten

#### Belagerung von Changchun

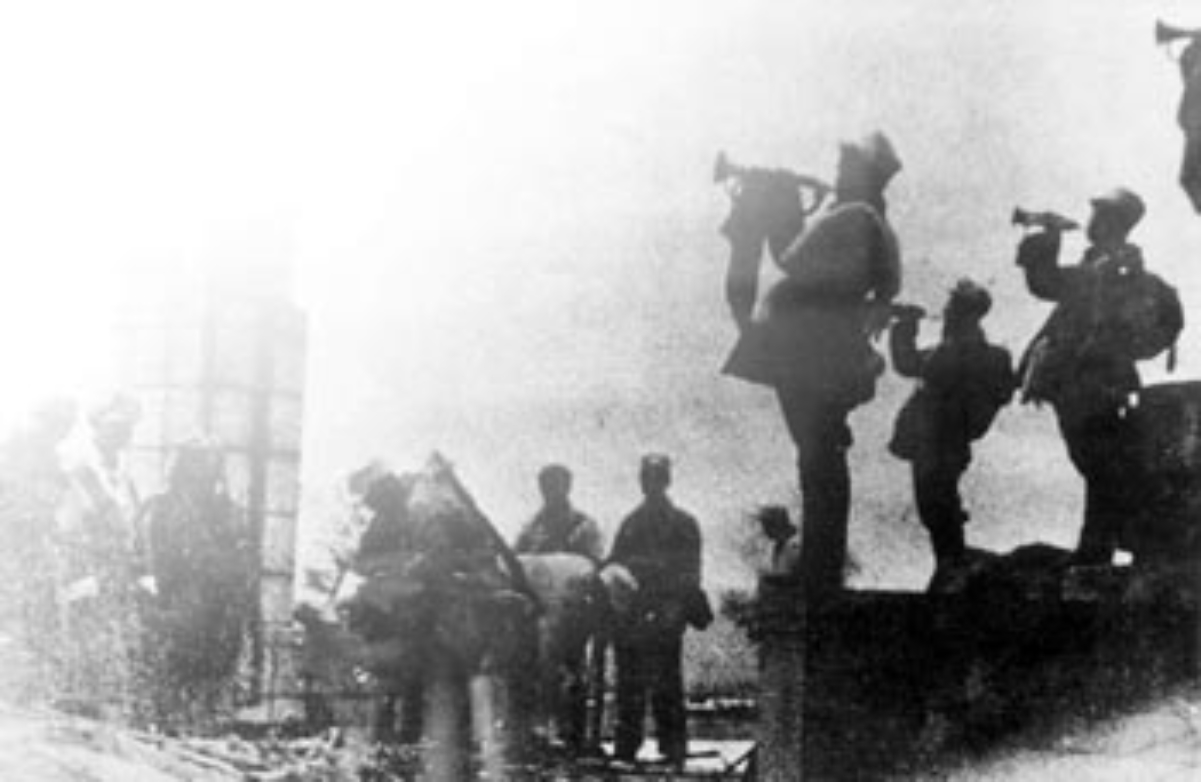
Changchun nach der Belagerung. Insgesamt ließen die Kommunisten circa 150.000 Zivilisten verhungern.

Während der „Winteroffensive 1947“ wurden dem kommunistischen Befehlshaber im Nordosten, Lin Biao, drei Optionen für den ersten Angriff im Rahmen der allgemeinen Offensive gegen die nationalistischen Kräfte in der Mandschurei vorgelegt. Die drei Optionen waren Changchun, Shenyang oder Jinzhou. Nach Beratungen mit anderen KPCh-Offizieren wurde Changchun als erstes Ziel gewählt. Die Stadt Siping wurde im März 1948 von der Nordost-Feldarmee eingenommen, was den Weg für den Vormarsch der kommunistischen Streitkräfte auf Changchun freimachte. Da das städtische Verteidigungsnetz in Changchun gut ausgebaut war, wurde die Belagerung der Stadt durch die Nordost-Feldarmee mehrmals von Lin Biao persönlich abgebrochen. Da Lin Biao ein „Perfektionist in Sachen Logistik“ war, befürchtete er, dass die Konzentration der kommunistischen Kräfte auf die Einkreisung der nationalistischen Verteidiger in Changchun und Shenyang die Kräfte aufhalten und den gesamten kommunistischen Feldzug im Nordosten negativ beeinflussen würde.
Die nationalistischen Verteidiger in Changchun, die aus der 60. und der 7. Armee bestanden, litten seit dem Winter 1947 unter einer schlechten Moral. Ab dem 23. Mai 1948 erreichte die Nordost-Feldarmee unter dem Kommando von Lin Biao die Außenbezirke von Changchun und begann, die Stadt einzukesseln. Bald darauf war Changchun vom Rest der von den Nationalisten gehaltenen Gebiete im Nordosten abgeschnitten. Die nächstgelegene nationalistische Streitmacht war die 6. Armee unter der Führung von Fan Hanjie, die sich in Jinzhou befand. Um zu verhindern, dass Nachschub nach Changchun geflogen werden konnte, eroberte der Belagerungskommandant Xiao Jinguang den Flughafen Dafangshen, sprengte Krater in die Landebahn und verteidigte den Flughafen massiv. Die nationalistische Regierung versuchte, Nachschub aus der Luft in die Stadt zu bringen, was jedoch aufgrund der zunehmenden kommunistischen Luftabwehr in der Nähe nur bedingt gelang. Die Militärblockade dauerte 150 Tage, wobei ein großer Teil der Zivilbevölkerung ums Leben kam.
In der Stadt Changchun führte die immer schwieriger werdende Lebensmittelversorgung zu Konflikten zwischen der nationalistischen 60. Armee und der 7. Armee, da letztere beschuldigt wurde, bei der Versorgung aus der Luft bevorzugt zu werden. Die kommunistischen Kräfte nutzten die Situation, um nationalistische Soldaten zum Überlaufen auf die kommunistische Seite zu bewegen, was bis Mitte September 13.700 nationalistische Soldaten taten. Nachdem Jinzhou am 14. Oktober an die Kommunisten gefallen war, wurde die kommunistische Belagerung von Changchun rasch intensiviert. Am Abend des 16. Oktober wechselte die nationalistische 60. Armee offiziell auf die Seite der Kommunisten und begann, die 7. Armee von ihrer Position in der Stadt aus anzugreifen. Zheng Dongguo zögerte, sich zu ergeben, aber die Offiziere der 7. Armee hatten sich bereits mit den Kommunisten geeinigt und legte schließlich am 20. Oktober ihre Waffen nieder.
Für die nationalistische Regierung machte der Fall von Changchun deutlich, dass die KMT nicht mehr in der Lage war, die Mandschurei zu halten. Die Stadt Shenyang und der Rest der Mandschurei wurden schnell von der PLA besiegt. Die von der KPCh während der gesamten Kampagnen im Nordosten eingesetzten Belagerungskriege waren sehr erfolgreich, wodurch eine beträchtliche Anzahl von KMT-Truppen reduziert und das Kräfteverhältnis verändert wurde.
Die Zahl der Todesopfer unter der Zivilbevölkerung wird auf 150.000 bis 200.000 geschätzt. Die KPCh hinderte die Zivilisten daran, die Stadt zu verlassen, um die Lebensmittelvorräte der KMT-Verteidiger zu erschöpfen, was dazu führte, dass „Zehntausende Menschen verhungerten“. Die KPCh hinderte die zivilen Flüchtlinge bis Anfang August daran, die Stadt zu verlassen. Letztendlich gelang es rund 150.000 Flüchtlingen, Changchun zu verlassen, obwohl einige von ihnen als Agenten oder Spione in die Stadt zurückgeschickt wurden, um der Behauptung entgegenzuwirken, die Kommunisten würden die Zivilbevölkerung absichtlich aushungern. Die Tatsache, dass Changchun weder mit der KMT noch mit der KPCh politisch verbunden war, dürfte einer der Gründe für die schlechte Behandlung der Zivilbevölkerung gewesen sein. Harold M. Tanner zufolge warf die hohe Zahl der zivilen Opfer bei der Belagerung von Changchun „einen Schatten auf die Legitimität der Kommunistischen Partei Chinas“. Die Opfer unter der Zivilbevölkerung waren der chinesischen Öffentlichkeit bis zur Veröffentlichung des Buches Weißer Schnee, rotes Blut von Zhang Zhenglong im Jahr 1989, das direkt durch die chinesische Regierung verboten wurde, weitgehend unbekannt.

#### Chinesische Landreform – Massentötung der Verpächter

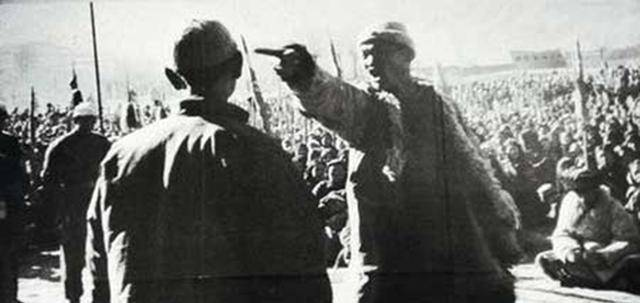
Demütigung eines Landbesitzers (1946).

In den folgenden Jahrzehnten wechselte die Partei in der Strategie hin und her. Die Führer stritten sich über Fragen wie das Ausmaß der Gewaltanwendung, die Frage, ob man die mittleren Bauern, die den größten Teil des Landes bewirtschafteten, umwerben oder ansprechen sollte oder ob das gesamte Land an die armen Bauern umverteilt werden sollte. Während des Zweiten Chinesisch-Japanischen Krieges und der Zweiten Einheitsfront setzte die Partei eher auf Sun Yat-sens gemäßigtes Programm „Land dem Pächter“, das die Pacht auf 37½ % der Ernte begrenzte und entsagte sich der Umverteilung von Land. Bei Ausbruch des chinesischen Bürgerkriegs 1946 begann Mao Zedong, auf eine Rückkehr zu einer radikalen Politik zu drängen, um das Dorf gegen die Klasse der Landbesitzer zu mobilisieren, schützte aber die Rechte der Mittelbauern und legte fest, dass reiche Bauern keine Landbesitzer waren. Die Direktive vom 7. Juli 1946 löste einen achtzehnmonatigen erbitterten Konflikt aus, in dem der gesamte Besitz reicher Bauern und Großgrundbesitzer konfisziert und an die armen Bauern umverteilt werden sollte. Arbeitsgruppen der Partei gingen schnell von Dorf zu Dorf und teilten die Bevölkerung in Grundbesitzer, reiche, mittlere, arme und landlose Bauern ein. Da die Arbeitsteams die Dorfbewohner nicht in den Prozess einbanden, kamen die reichen und mittleren Bauern schnell wieder an die Macht.
Das „Landrahmengesetz“ vom Oktober 1947 erhöhte den Druck. Die Parteizentrale schickte die Arbeitsgruppen zurück in die Dörfer, um armen und landlosen Bauern die Verantwortung zu übertragen und die Abschaffung der Landpacht, die sie mit feudaler Ausbeutung verglich, sowie die Abschaffung des Grundbesitzes zu fordern. Die Arbeitsteams mobilisierten arme und landlose Bauern zu direkten und gewaltsamen Aktionen gegen die führenden Clans und Familien der Nachbardörfer, um sicherzustellen, dass familiäre Loyalitäten die Kampagne nicht behinderten. In einem Dorf im südlichen Hebei verzeichneten ausländische Beobachter, dass vier Menschen gesteinigt wurden und William Hinton berichtete, dass in dem Dorf, das er Longbow nannte, mindestens ein Dutzend angeblich reicher Bauern oder Grundbesitzer zu Tode geprügelt wurden.
Kurz nach der Gründung der Volksrepublik China im Jahr 1949 schlug die Landreform laut Mao-Biograf Philip Short „heftig nach links aus“ und Mao Zedong legte neue Richtlinien fest, um „Exzesse nicht vorzeitig zu korrigieren“. Schläge wurden von der Partei zwar nicht offiziell befürwortet, aber auch nicht verboten. Während Großgrundbesitzer keinen Schutz genossen, wurden die als „reiche Bauern“ bezeichneten mäßig vor Gewalt geschützt, während die am unteren Ende der Skala angesiedelten vollständig geschützt wurden. In diesem Sinne bestand Mao darauf, dass das Volk selbst, und nicht die Sicherheitsorgane der Geheimpolizei, an der Umsetzung des Landreformgesetzes und der Tötung der Grundbesitzer, die es unterdrückt hatten, beteiligt werden sollte, was sich von der sowjetischen Praxis der Entkulakisierung deutlich unterschied. Mao war der Meinung, dass Bauern, die Großgrundbesitzer töteten, auf eine Weise dauerhaft in den revolutionären Prozess eingebunden würden, wie es passive Zuschauer nicht sein konnten.
Jean-Louis Margolin argumentiert, dass die Tötungen keine Vorbedingung für die Landreform waren, da in Taiwan und Japan die Landreformen mit wenig Gewalt eingeleitet wurden. Vielmehr war die Gewalt eine Folge der Tatsache, dass es bei der Landreform weniger um Umverteilung ging (denn innerhalb weniger Jahre nach der Reform musste der größte Teil des Landes an Kolchosen abgegeben werden), als vielmehr um die Beseitigung von „ländlichen Klassenfeinden“ und die Übernahme der lokalen Macht durch die Kommunisten. Margolin stellt fest, dass selbst in sehr armen Dörfern (die die Hälfte Nordchinas ausmachten), in denen sich niemand als Grundbesitzer qualifizieren konnte, einige Grundbesitzer „fabriziert“ wurden, um sie zu verfolgen. Im Dorf Wugong wurden 70 Haushalte (von insgesamt 387 Haushalten) von Mittelbauern in reiche Bauern umgewandelt, was sie zu akzeptablen Zielen für den Klassenkampf machte. In bestimmten Regionen Chinas gab es Vorschriften, nach denen „in praktisch jedem Dorf mindestens ein Grundbesitzer, in der Regel aber mehrere, zur öffentlichen Hinrichtung ausgewählt werden mussten“. Ein Beamter berichtete, dass allein in der Provinz Guangxi 180 bis 190 Tausend Gutsbesitzer hingerichtet wurden; außerdem berichtete ein katholischer Lehrer, dass 2,5 % seines Dorfes hingerichtet wurden. Einige als Gutsherren Verurteilte wurden lebendig begraben, zerstückelt, erwürgt oder erschossen. In vielen Dörfern wurden die Frauen der Grundbesitzer als Konkubinen oder Töchter an Bauern „umverteilt“ oder unter Druck gesetzt, die Verfolger ihres Mannes zu heiraten.
Die Schätzungen für die Zahl der Todesopfer reichen von einer unteren Spanne von 200.000 bis 800.000 bis zu höheren Schätzungen von 2.000.000 bis 5 Millionen Hinrichtungen für die Jahre 1949–1953, zusammen mit 1,5 Millionen bis 6 Millionen, die in „Reform durch Arbeit“-Lager (Laogai) geschickt wurden, in denen viele umkamen. Philip Short schrieb, dass bei diesen Schätzungen die Hunderttausende, die während der „Kampfsitzungen“ der Drei-Anti/Fünf-Anti-Kampagnen in den Selbstmord getrieben wurden, die etwa zur gleichen Zeit stattfanden, nicht berücksichtigt sind. Im Ausland wird die Zahl der Toten auf bis zu 28.000.000 geschätzt. Zhou Enlai schätzte die Zahl der Toten auf 830.000, während Mao Zedong von 2 bis 3 Millionen Toten ausging. Teng Tzu-hui, stellvertretender Vorsitzender des Zentralen Südlichen Militär- und Verwaltungsrates, berichtete, dass 15 % der 50.000.000 Grundbesitzer und reichen Bauern Chinas hingerichtet und 25 % in Laogai-Lager verbracht worden seien.

### Gräueltaten der Kuomintang
Als Reaktion auf die oben erwähnte Landreformkampagne unterstützte die Kuomintang die Gründung der „Huanxiang Tuan“, die sich aus Großgrundbesitzern zusammensetzte, die ihr umverteiltes Land und ihren Besitz von Bauern und KPCh-Guerillas zurückverlangen wollten. Die Heimkehrerlegion führte ihren Guerillakrieg gegen KPCh-Kräfte und angebliche Kollaborateure bis zum Ende des Bürgerkriegs 1949.